# Estilo palazzo

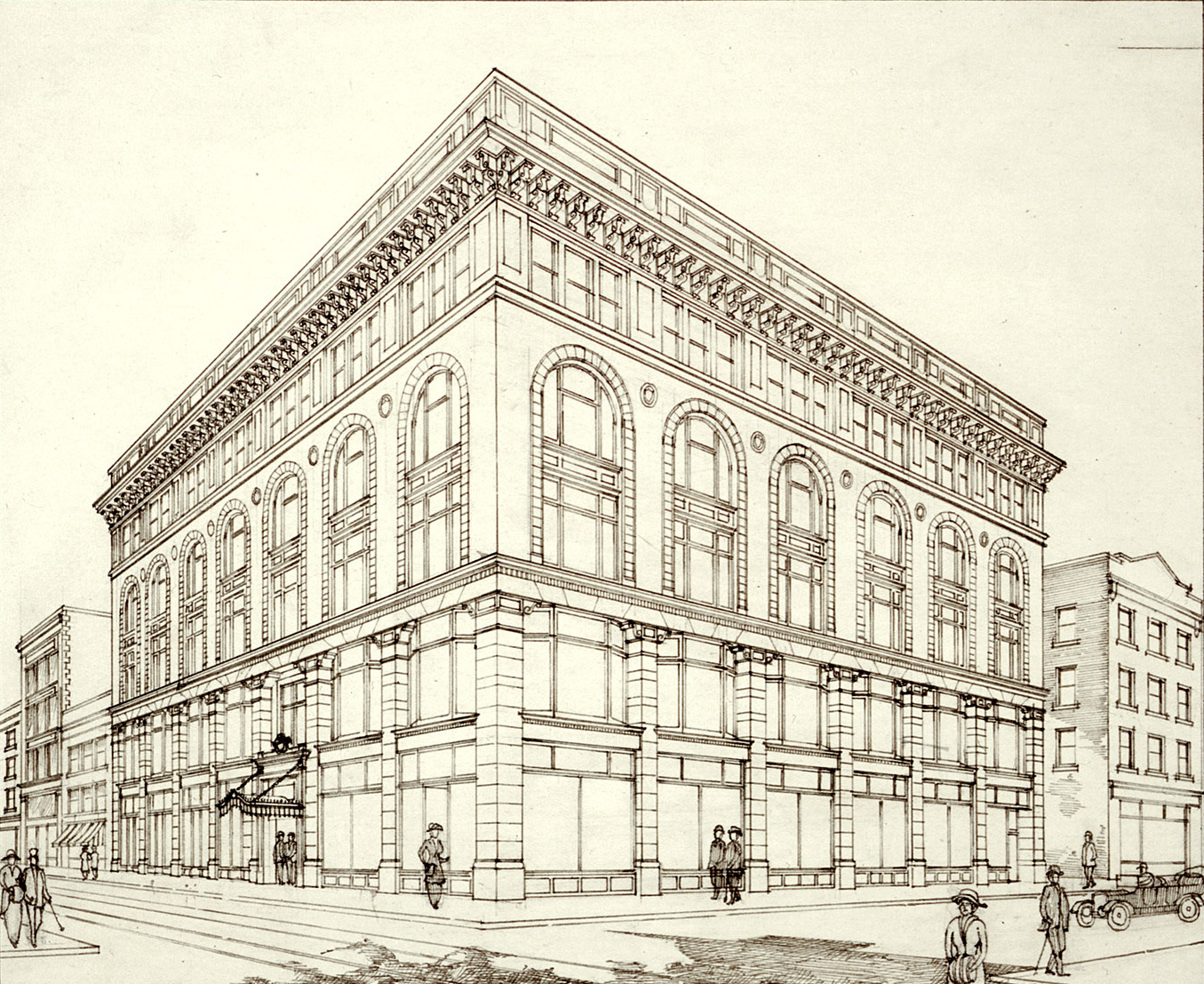
El Ryrie Building (1913.1915), Toronto, Canadá.

El estilo palazzo designa un estilo arquitectónico de los siglos xix y xx basado en los palacios (en italiano: palazzi) construidos por las familias adineradas del Renacimiento italiano. El término se refiere a la forma general, las proporciones y un conjunto de características en lugar de a un diseño específico; por eso se aplica a edificios que abarcan un periodo de casi doscientos años, al margen de su fecha de construcción, siempre y cuando sean simétricos, tengan cornisa, una base y unas hileras ordenadas de ventanas. Los edificios de estilo palazzo del siglo xix se denominan a veces de arquitectura italianizante, pero este término también se aplica a un estilo mucho más decorado, particularmente de residencias y edificios públicos.
Mientras los primeros edificios de estilo palazzo seguían estrechamente la forma y la escala de los originales italianos, a finales del siglo xix el estilo se adaptó de una manera más libre y se aplicó a edificios mucho más grandes que los originales. Los arquitectos de estos edificios a veces extrajeron sus detalles de fuentes diferentes del Renacimiento italiano, como el románico y ocasionalmente el gótico. En el siglo xx, el estilo se aplicó de manera superficial, al igual que el neogótico, a rascacielos. A finales del siglo xx y en el siglo xxi algunos arquitectos posmodernos se han basado de nuevo en el estilo palazzo para diseñar edificios en la ciudad.

## Características
El aspecto característico de un edificio de estilo palazzo está basado en el aspecto de un palazzo italiano como los que se encuentran en Florencia y a lo largo del Gran Canal de Venecia. El estilo es usualmente neorrenacentista, pero también puede ser neorrománico o, más raramente, neogótico italiano. La fachada es similar a un acantilado, sin ningún pórtico ni frontón que sobresalga mucho. Hay varias plantas con hileras uniformes de ventanas que generalmente están diferenciadas entre plantas, y a veces tienen frontones que son alternativamente triangulares y segmentados. La fachada es simétrica y usualmente tiene cierto énfasis en torno a su portal, colocado en el centro. El sótano o planta baja está habitualmente diferenciada en el tratamiento de su mampostería, y a menudo está rusticada. Las esquinas de los ejemplos de principios del siglo xix habitualmente tienen sillares y, en los edificios del siglo xx, hay a menudo cierto énfasis que da una mayor fuerza visual a las esquinas. Salvo en algunos ejemplos posmodernos, siempre hay un énfasis en la cornisa, que puede ser muy grande y sobresalir hacia la calle. Todas las caras públicas del edificio se tratan de una manera similar, y la principal diferencia está en la decoración de las puertas.

## Historia

### Origen

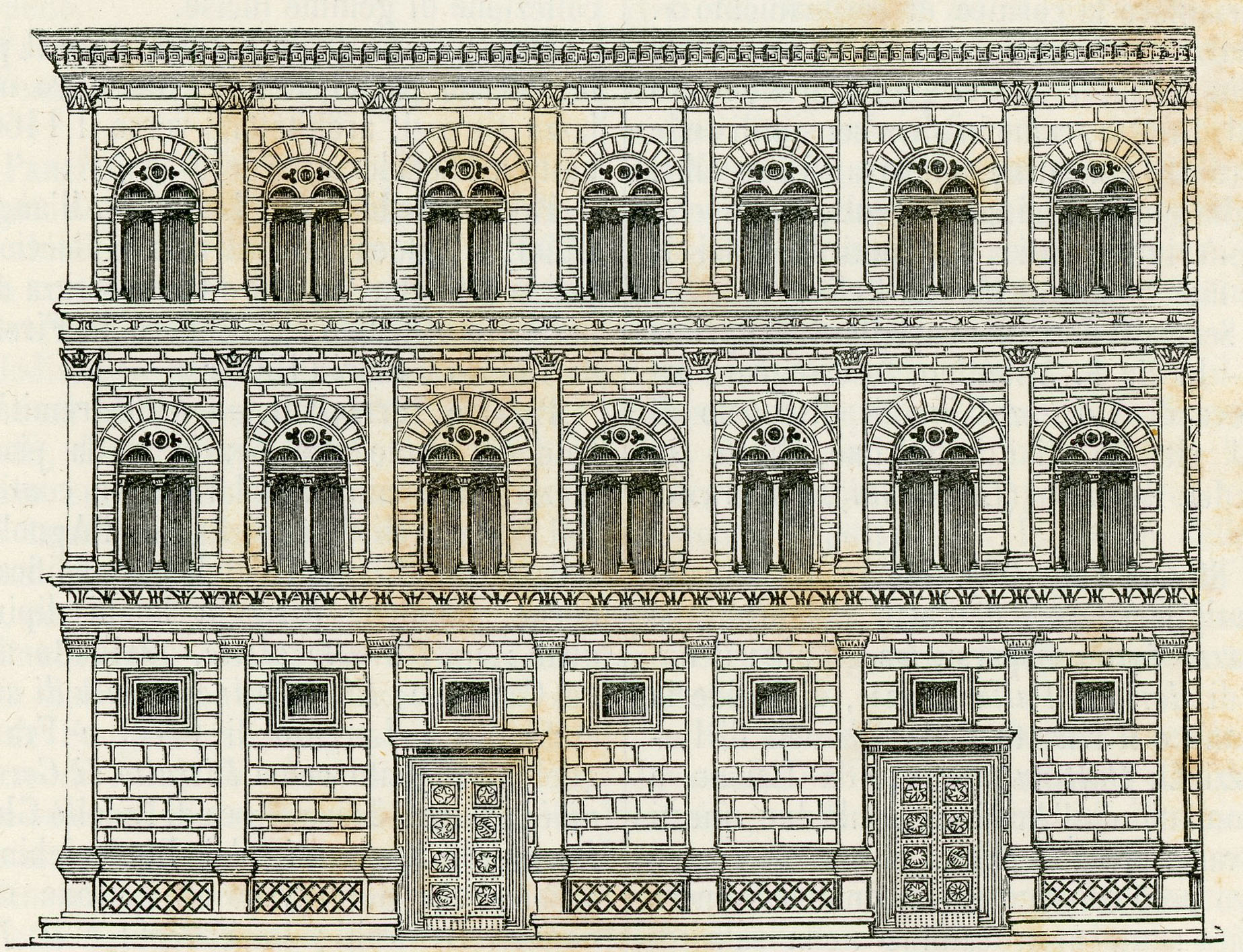
Palazzo Rucellai, Florencia

El estilo palazzo empezó a principios del siglo xix esencialmente como un estilo historicista que se basaba, al igual que el neoclasicismo y el neogótico, en estilos arquitectónicos del pasado, en este caso en los palacios renacentistas italianos. Los palazzi italianos, a diferencia de las villas que se encontraban en el campo, formaban parte de la arquitectura de las ciudades, siendo construidos como un petit hôtel, y la planta baja servía a veces para usos comerciales. 
Los primeros palazzi datan de la época románica y gótica, pero el estilo definitivo data de una época que empezó en el siglo xv, cuando muchas familias nobles se habían enriquecido con el comercio. Algunos ejemplos famosos son el Palazzo Medici-Riccardi, construido por Michelozzo di Bartolomeo en Florencia, el Palazzo Farnese, construido por Antonio da Sangallo el Joven y completado por Miguel Ángel en Roma, y la Ca' Vendramin Calergi de Mauro Codussi y el Palazzo Corner della Ca' Granda de Jacopo Sansovino, ambas en el Gran Canal de Venecia.

Palacios renacentistas italianos
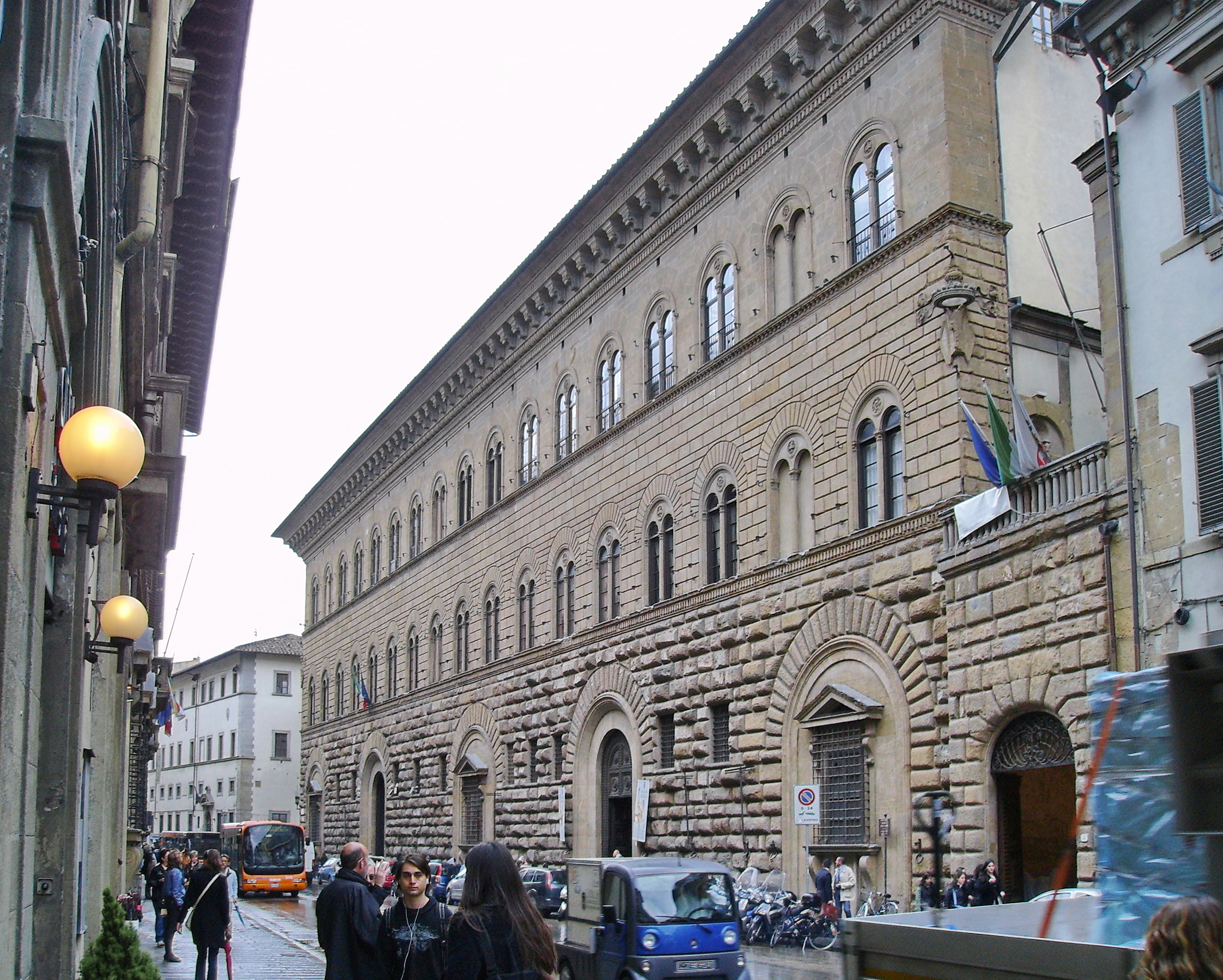
Palazzo Medici-Riccardi en Florencia, de Michelozzo di Bartolomeo
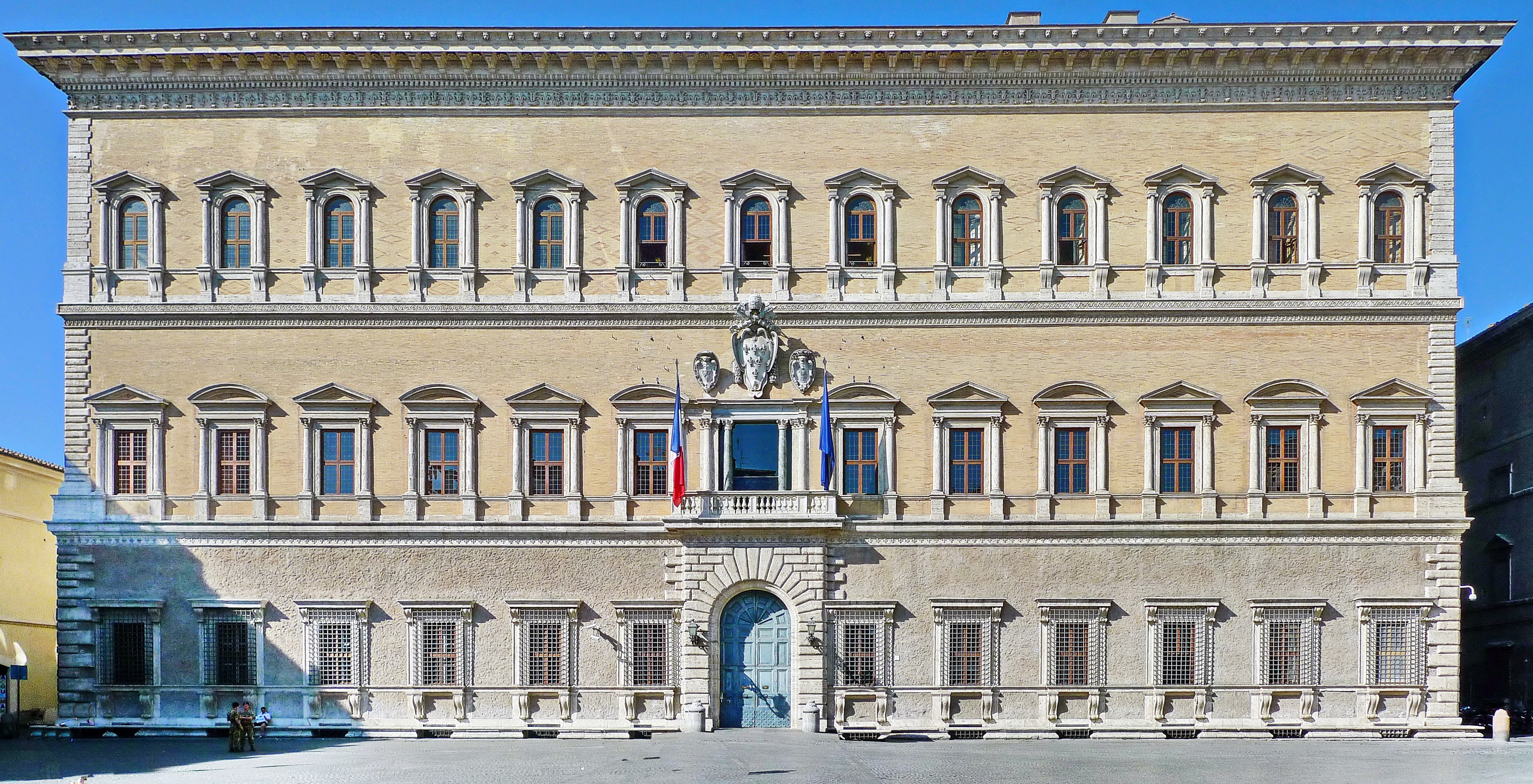
Palazzo Farnese en Roma, construido por Antonio da Sangallo el Joven y completado por Miguel Ángel
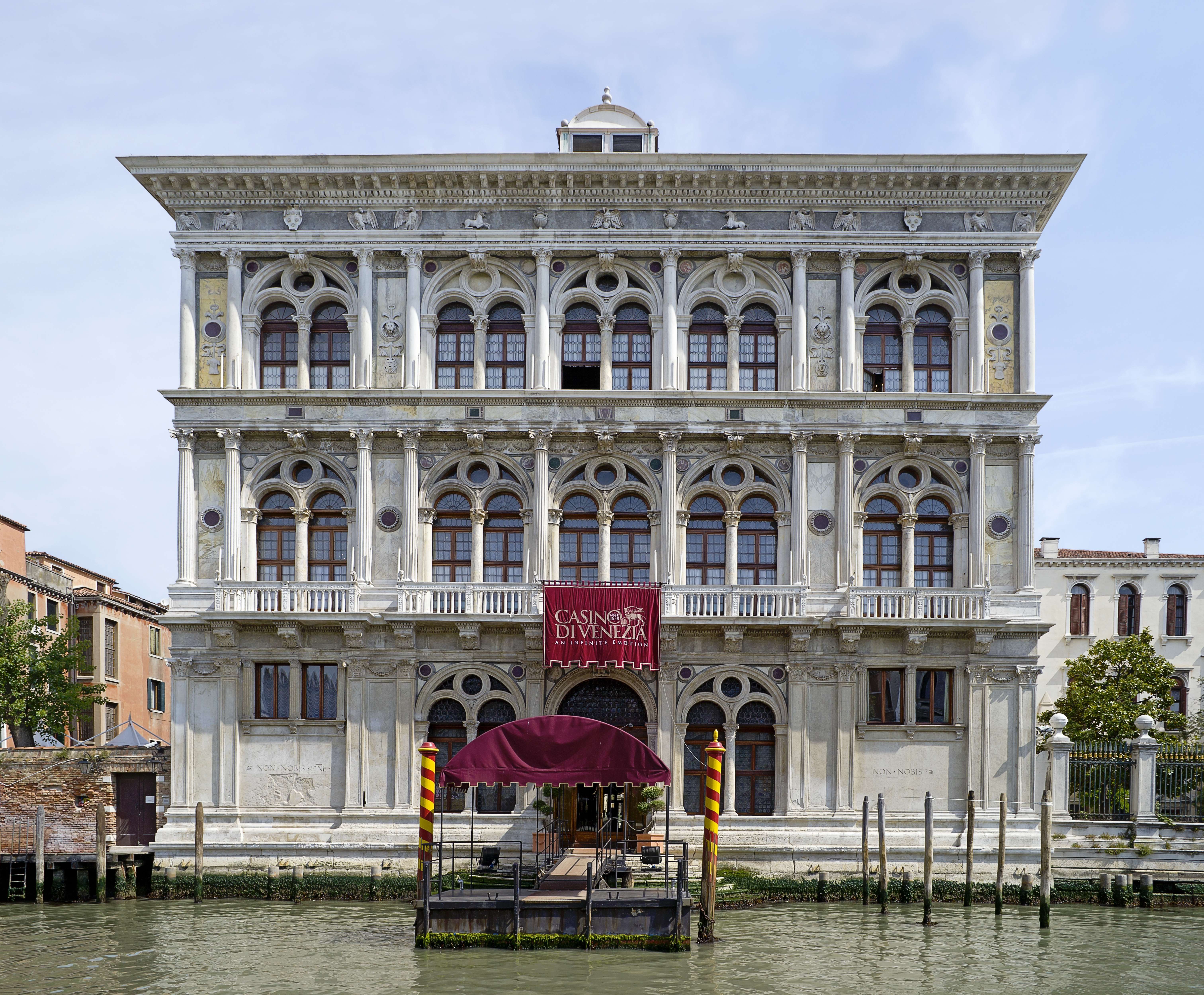
Ca' Vendramin Calergi en el Gran Canal de Venecia, de Mauro Codussi
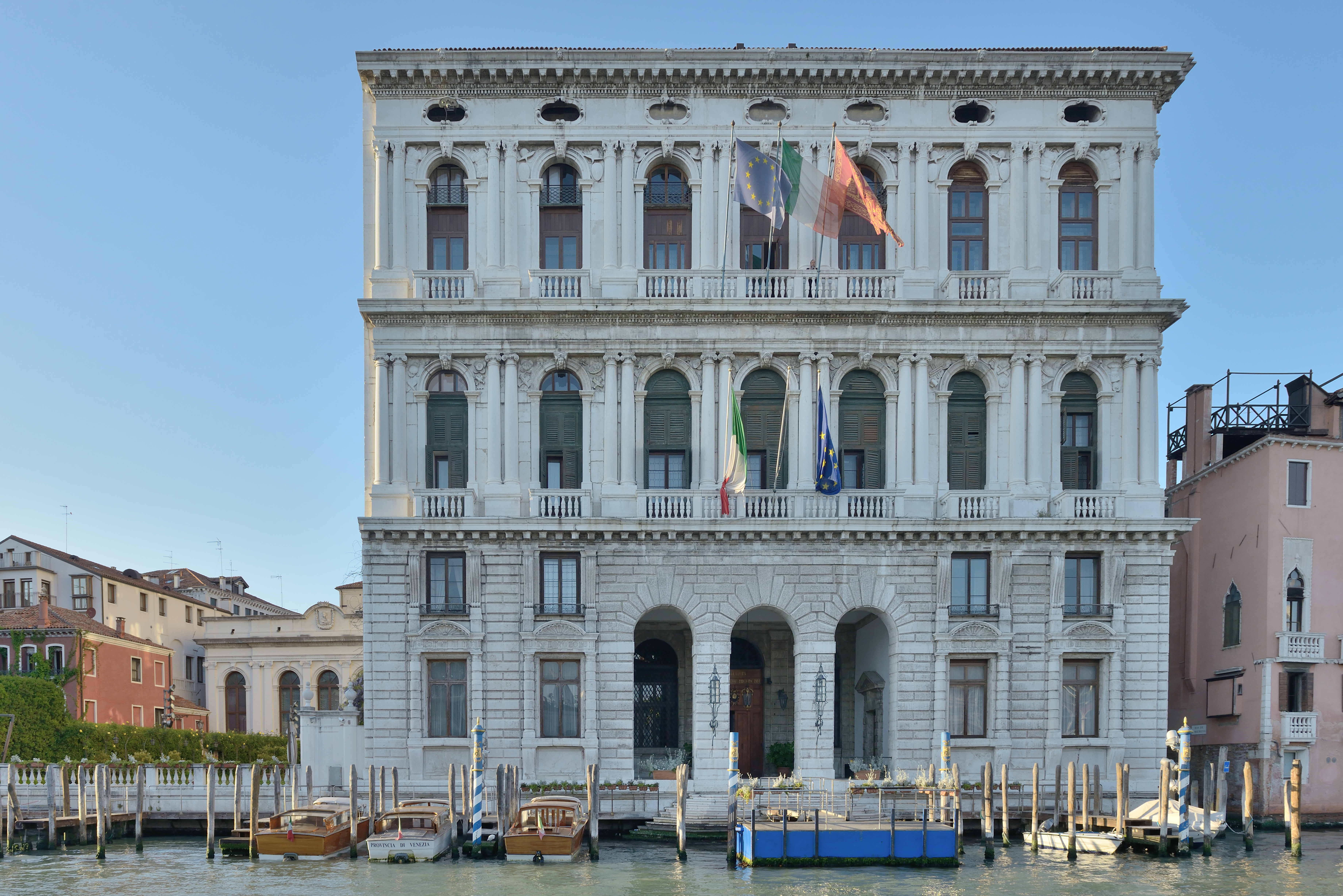
Palazzo Corner della Ca' Granda Gran Canal de Venecia, de Jacopo Sansovino.
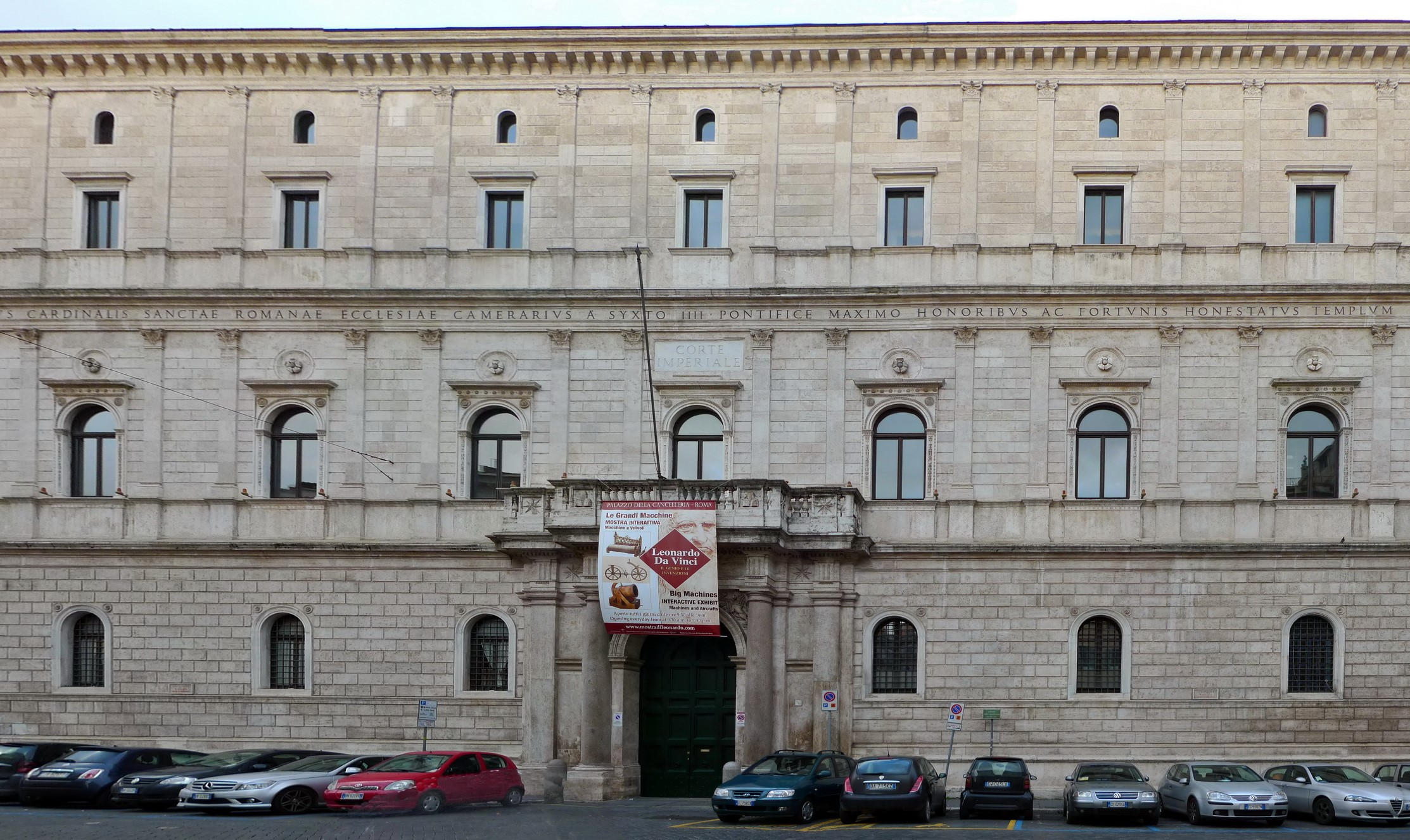
Palazzo della Cancelleria
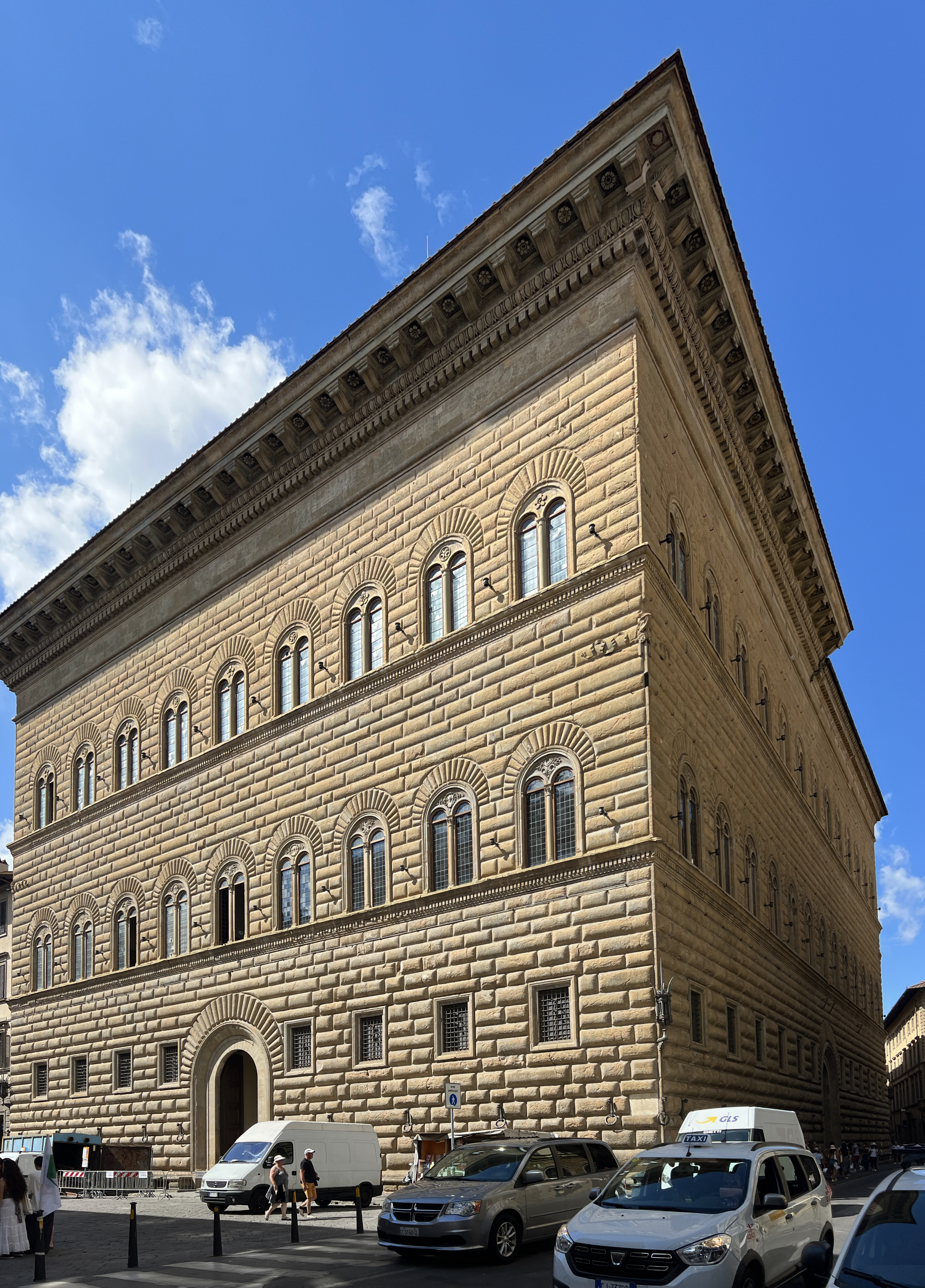
Palazzo Strozzi en Florencia

### Principios delsigloXIX
En Europa, los primeros edificios neorrenacentistas de un verdadero estilo palazzo fueron construidos por el arquitecto alemán Leo von Klenze, quien usualmente trabajaba en el estilo neoclásico griego. El palacio Leuchtenberg (1817-1821) es probablemente el primero de varios de estos edificios construidos en la nueva Ludwigstrasse de Múnich. Tiene un semi-sótano rústico y sillares en las esquinas, tres plantas de ventanas, la segunda de las cuales tiene frontones, una gran cornisa y un pórtico poco profundo con columnas alrededor de la puerta principal. Las paredes están estucadas y pintadas como el palacio Farnese.

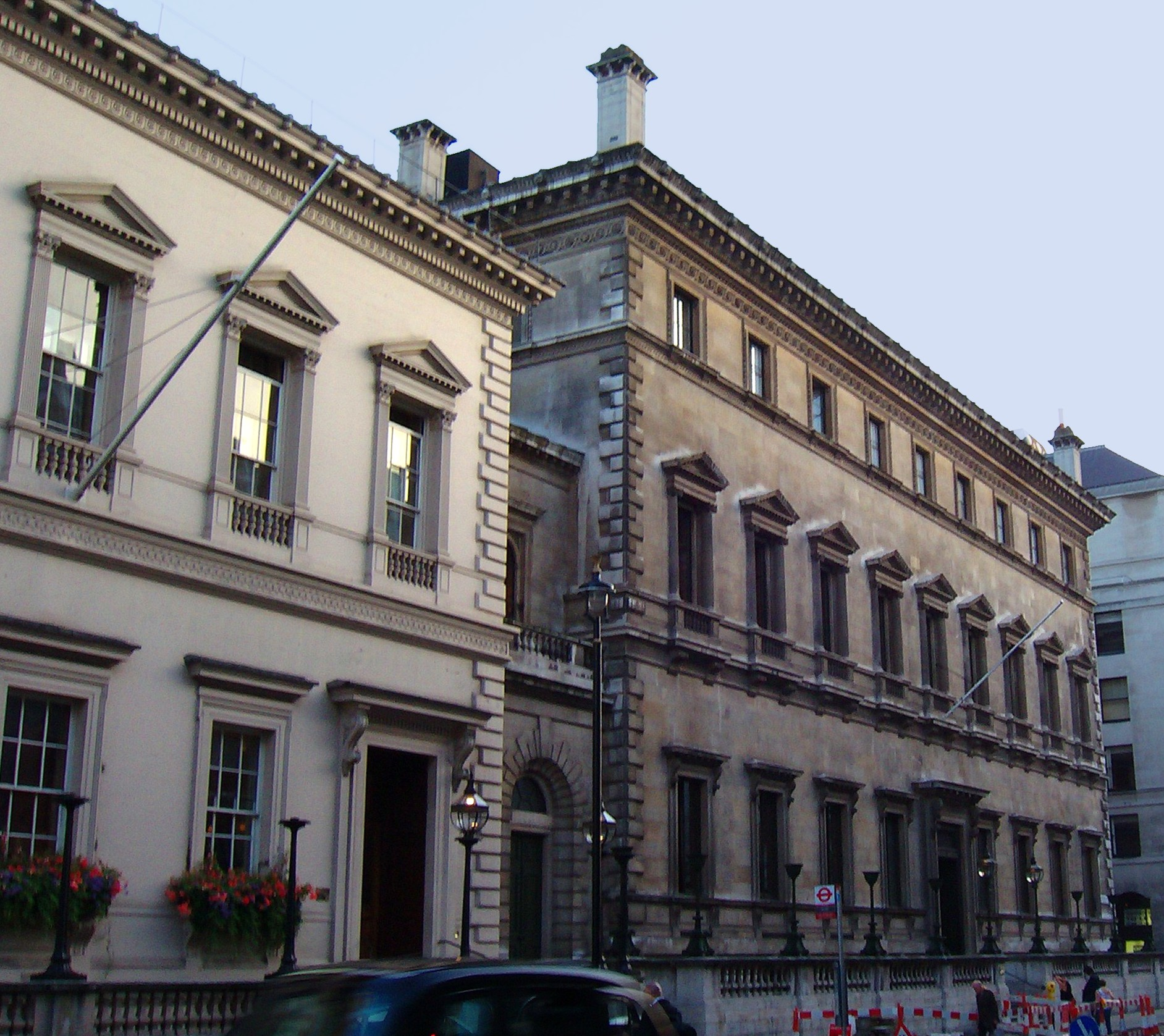
El Travellers Club (1829) y el Reform Club (1830) en Pall Mall, Londres, por Charles Barry.

En Inglaterra, la primera aplicación del estilo palazzo en el siglo xix fue a varios club de caballeros de Londres. Posteriormente se aplicó a residencias, tanto en la ciudad como, de manera menos frecuente, a country houses y a bancos y edificios comerciales. A finales del siglo xix, el estilo palazzo se adaptó y amplió para servir como forma arquitectónica de almacenes y grandes almacenes. En Inglaterra, el estilo palazzo estaba en su estado más puro en el segundo cuarto del siglo xix. Estaba en competición con el estilo neoclásico, que incorporaba grandes frontones, columnatas y órdenes gigantes, concediendo una grandeza a edificios públicos como el Museo Británico (década de 1840), y los estilos más románticos italianizantes y Segundo Imperio, en los que se diseñó mucha arquitectura doméstica.
Entre los primeros ejemplos están los clubes londinenses Athenaeum Club de Decimus Burton (1824) y United Service Club de John Nash y Decimus Burton (1828) en Waterloo Place y Pall Mall. En 1829 Barry inició la arquitectura neorrenacentista en Inglaterra con su diseño en estilo palazzo del Travellers Club, en Pall Mall. Mientras los diseños de Burton y Nash se basan en modelos del Renacimiento inglés como la Banqueting House de Íñigo Jones y la Queen's House en Greenwich, los diseños de Barry son deliberadamente arqueológicos en la reproducción de las proporciones y formas de sus modelos del Renacimiento italiano, y son de estilo florentino en lugar de palladiano. Barry construyó un segundo palazzo en Pall Mall, el Reform Club (ca. 1830), así como el Ateneo de Mánchester. Los otros ensayos principales de Barry en este estilo son el petit hôtel Bridgewater House, en Londres (1847–57), y la country house Cliveden en Buckinghamshire (1849–51).
Después de Charles Barry, el estilo palazzo fue adoptado para usos diferentes, particularmente para la banca. El Belfast Bank hizo que sus instalaciones fueran remodeladas por Sir Charles Lanyon en 1845. El número 15 de Kensington Palace Gardens (1854) de James Thomas Knowles adapta libremente las características del estilo palazzo.

Primeros palazzos neoclásicos
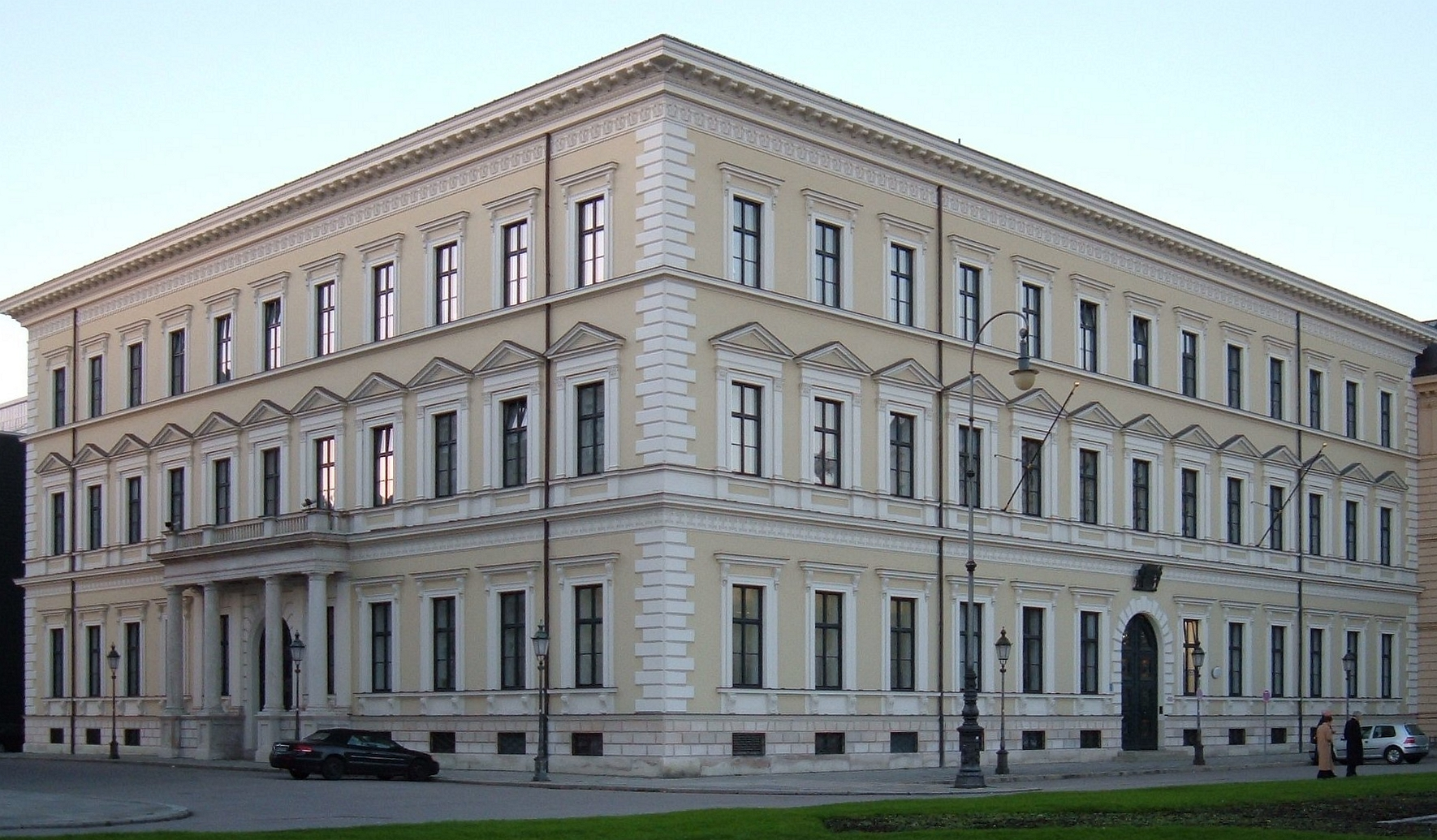
Palacio Leuchtenberg (1817-1821), Munich, de Leo von Klenze
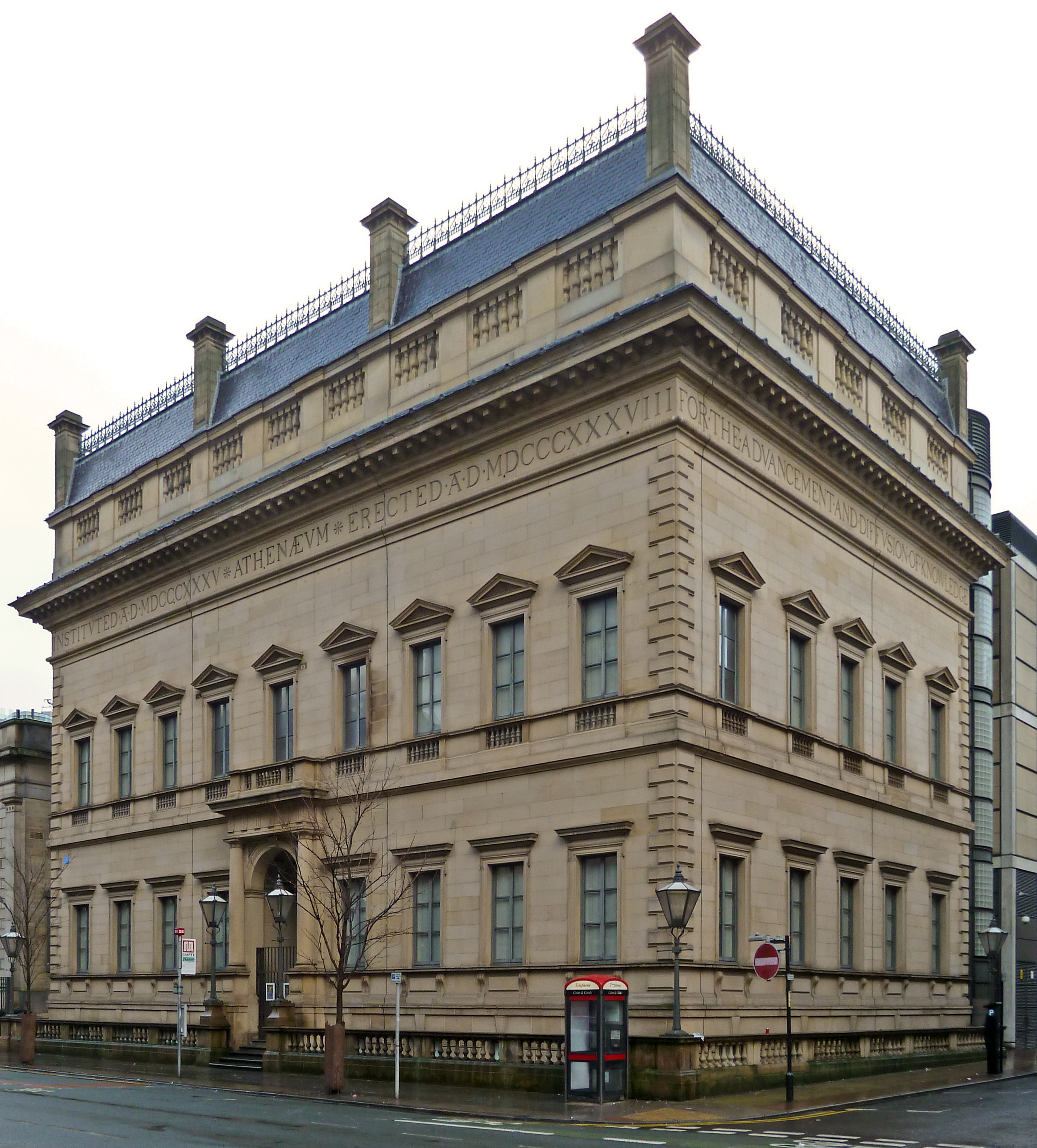
Manchester Athenaeum (1835-1837), de Charles Barry
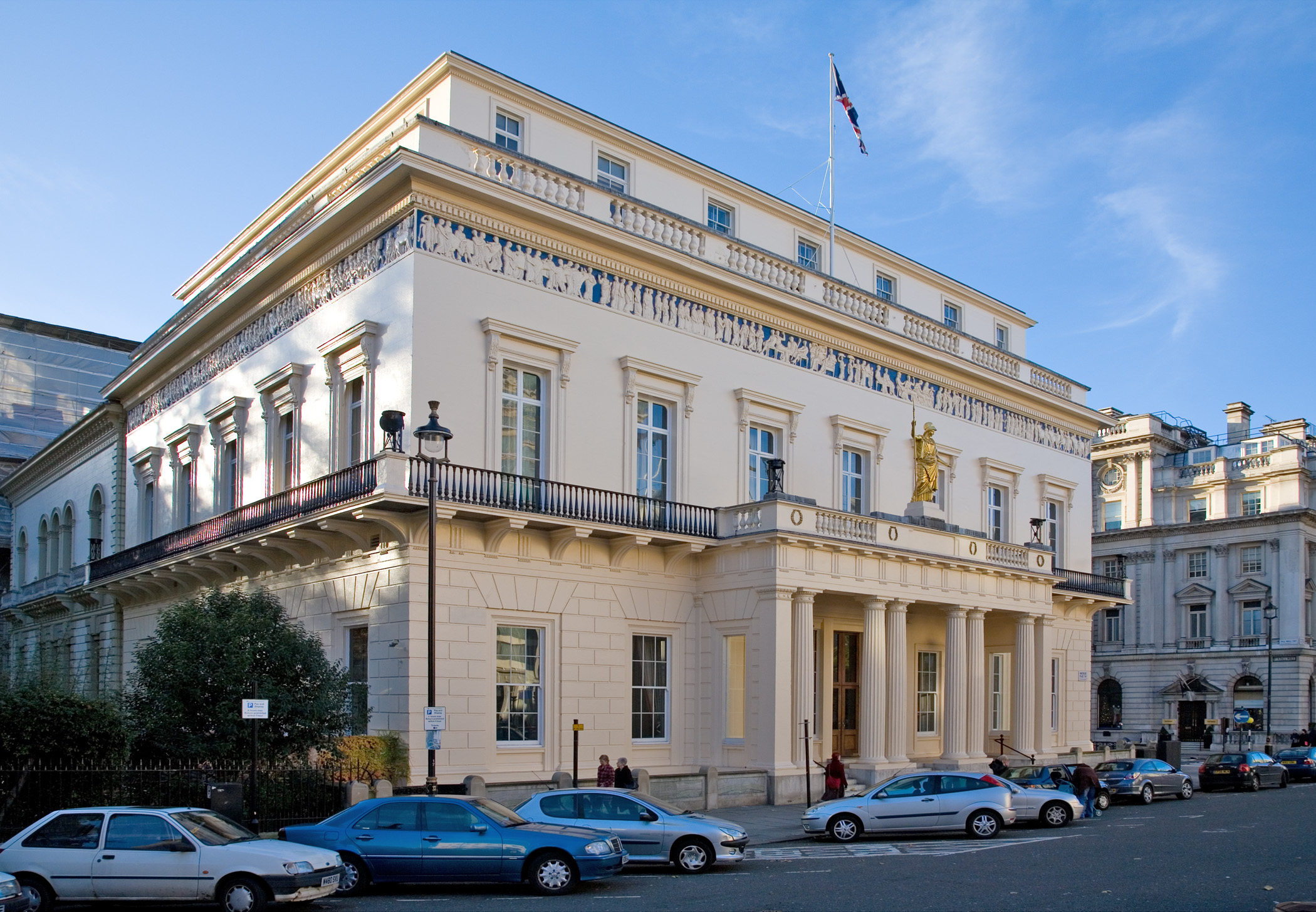
Athenaeum Club (1824), Ciudad de Westminster ,de Decimus Burton
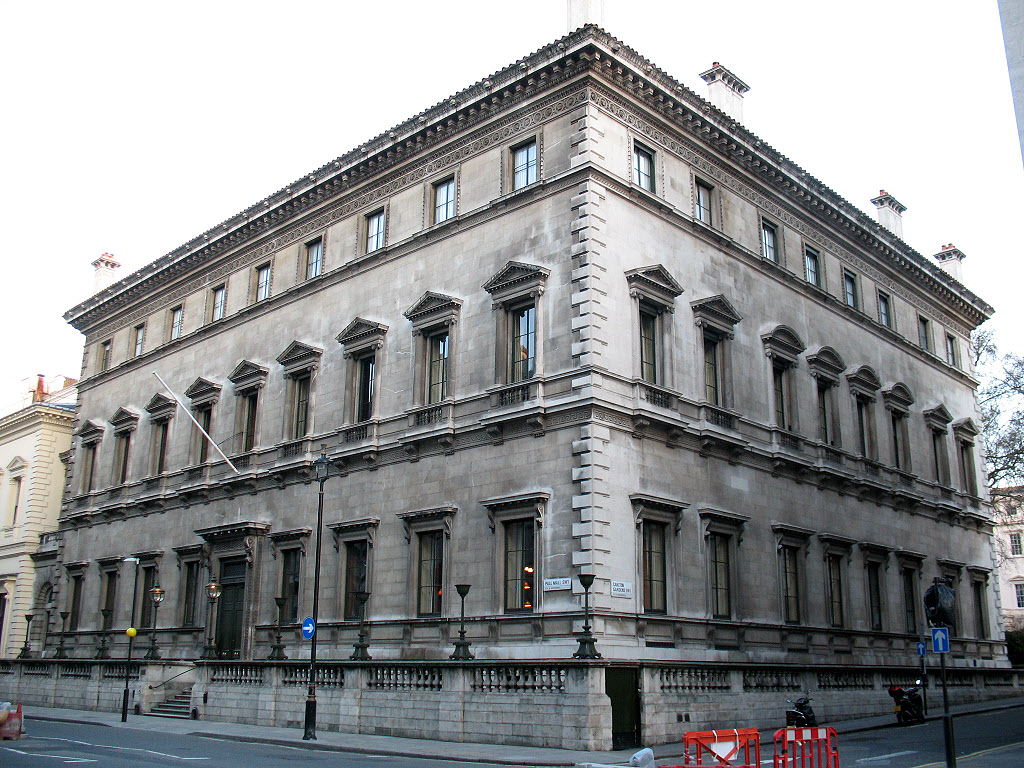
Reform Club (1841), Londres, de Charles Barry
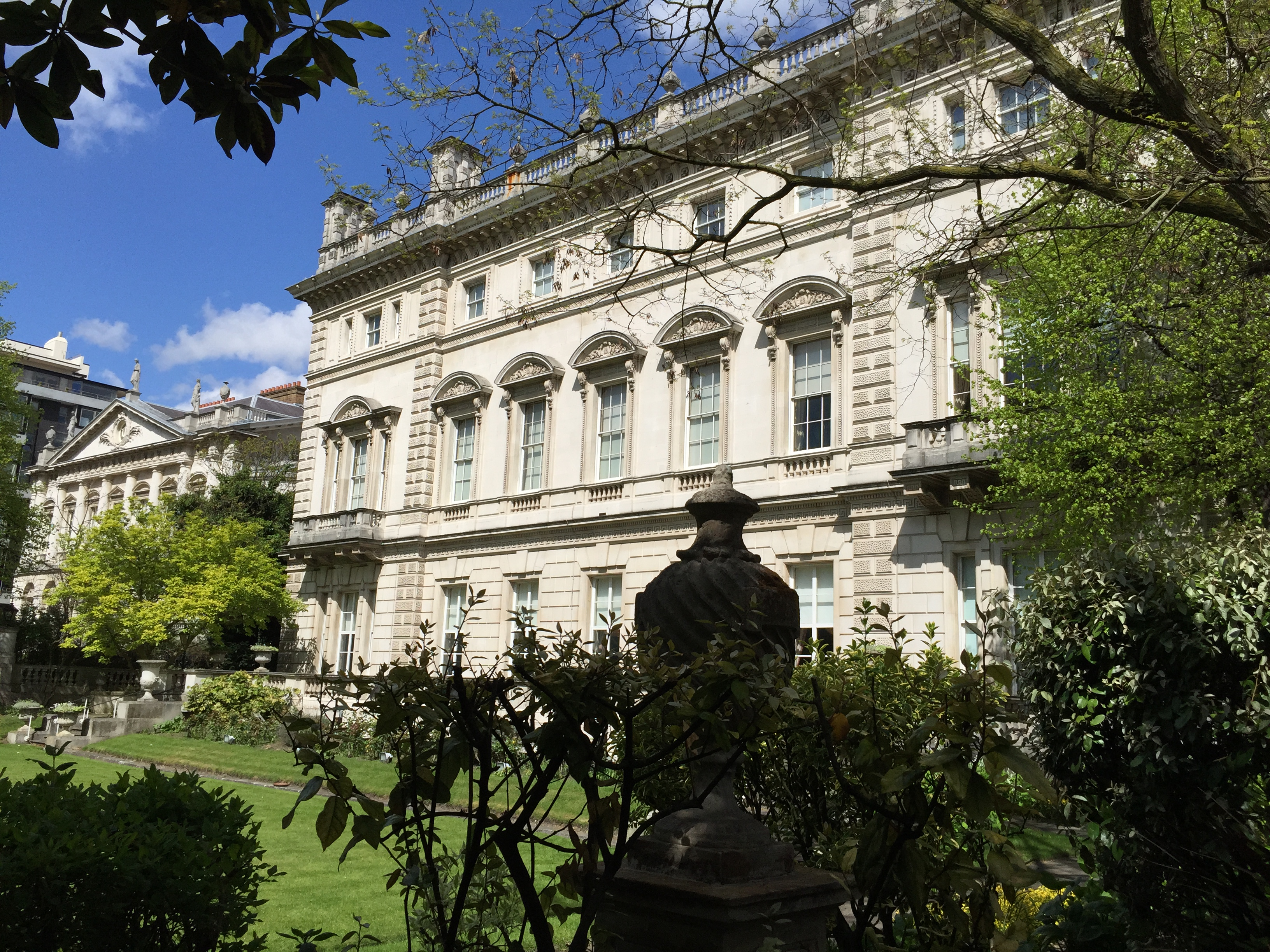
Bridgewater House (1854), de Charles Barry

### Segunda mitad delsigloXIX

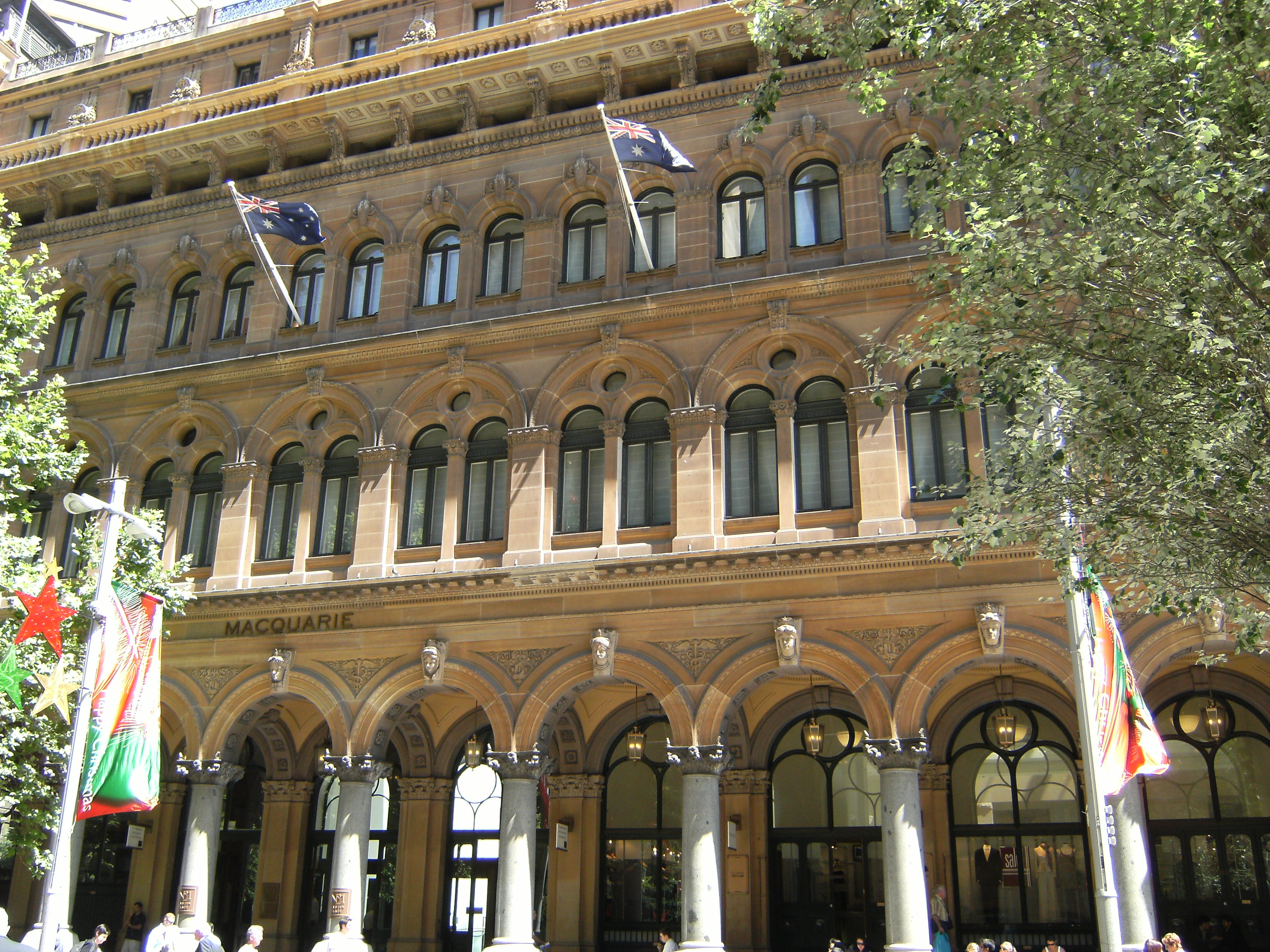
El General Post Office Building (1866-80), en Sídney, de James Barnet, es de estilo renacentista véneto.

Un importante arquitecto del siglo xix que trabajó ampliamente en el estilo palazzo fue Edmund Blacket. Blacket llegó a Sídney (Australia) solo unos años antes del descubrimiento de oro en Nueva Gales del Sur y Victoria en 1851. En la siguiente década, construyó las oficinas centrales de seis diferentes entidades bancarias de Sídney, así como sucursales en otras ciudades. En Sídney, estos ejemplos del estilo palazzo de Blacket, todos ellos construidos con la arenisca de Sídney amarilla, fueron demolidos entre 1965 y 1980 para permitir la construcción de edificios más altos.
A partir de la década de 1850, se diseñaron varios edificios que ampliaron el ámbito de aplicación del estilo palazzo a edificios muy largos como la Grosvenor Terrace en Glasgow (1855) de J. T. Rochead y Watts Warehouse (Britannia House) en Mánchester (1856) de Travis and Magnall, una «actuación virtuosa» en el diseño de edificios en estilo palazzo. A partir de la década de 1870, se diseñaron muchos edificios urbanos a imagen de los palazzi venecianos en lugar de los florentinos, que tenían una decoración más profusa, a veces con logias porticadas a nivel de calle, como el General Post Office Building de James Barnet en Sídney, (1866-1880). El estilo palazzo fue muy popular en Mánchester, particularmente por la obra de Edward Walters, entre cuyas obras se encuentra el Free Trade Hall (1853) y el 38 y 42 de Mosley Street (1862).

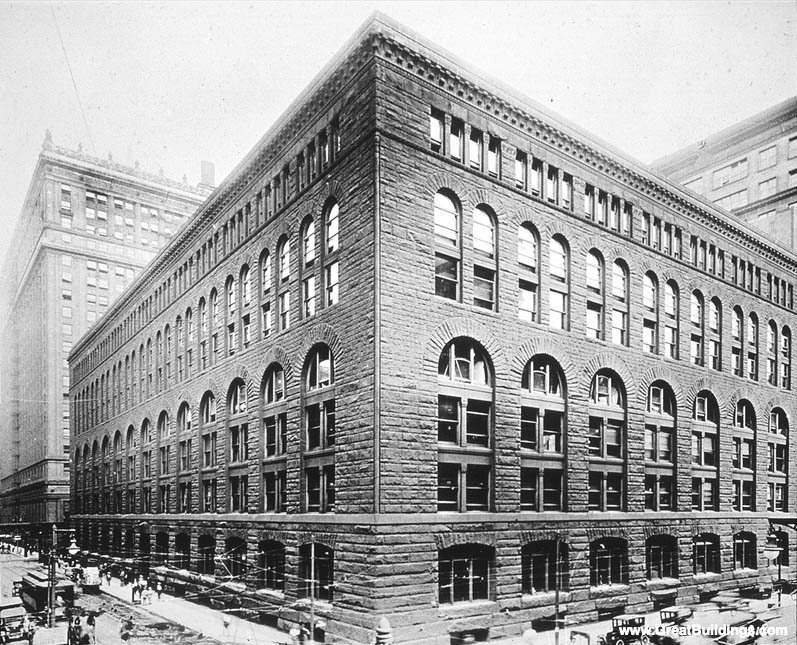
Marshall Field's Wholesale Store (1885, demolido en 1930), Chicago, de Richardson.

El estilo palazzo encontró una mayor adopción a finales del siglo xix, cuando se adaptó para su uso en edificios comerciales y de oficinas. Henry Hobson Richardson diseñó varios edificios usando la forma de palazzo, destacables por usar el estilo neorrománico italiano en lugar del renacentista. La mayor y más conocida de estas obras era el Marshall Field's Wholesale Store de Chicago (1885, demolido en 1930), que, con sus grandes ventanas dentro de arcadas muestra la dirección que iba a tomar la arquitectura comercial en cuanto a la sustitución de las paredes exteriores estructurales con muros pantalla que protegen un núcleo estructural interno. Solo se conserva intacto uno de los edificios comerciales de estilo palazzo de Richardson, el Hayden Building de Boston.
Otro arquitecto estadounidense Louis Sullivan fue pionero en la construcción de edificios con estructura de acero, lo que significó que tanto los forjados como las paredes exteriores eran soportadas por una estructura interior de acero, en lugar de por las propias paredes. Este desarrollo tecnológico permitió la construcción de edificios habitables mucho más altos de lo que era posible previamente. El Prudential Building de Sullivan en Buffalo y el Wainwright Building en San Luis demuestran la aplicación del estilo palazzo a edificios altos, que mantienen los elementos renacentistas de una cornisa y una base diferenciada, pero cuyas paredes están compuestas principalmente de cristal, y en ellas las hileras de ventanas están separadas por bandas verticales que también definen las esquinas del edificio.

Palazzos estadounidenses
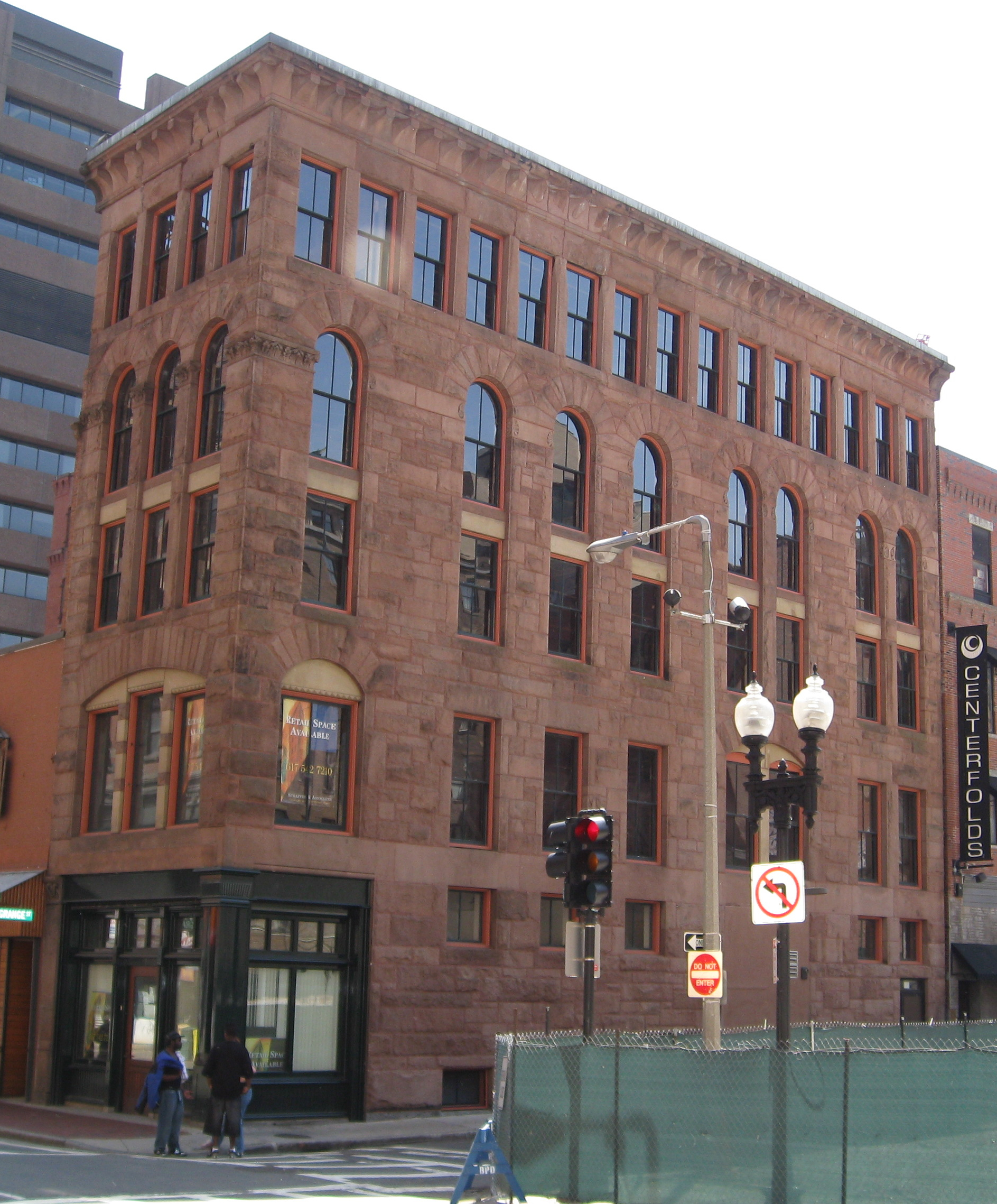
Hayden Building (1875), Boston, Henry Hobson Richardson
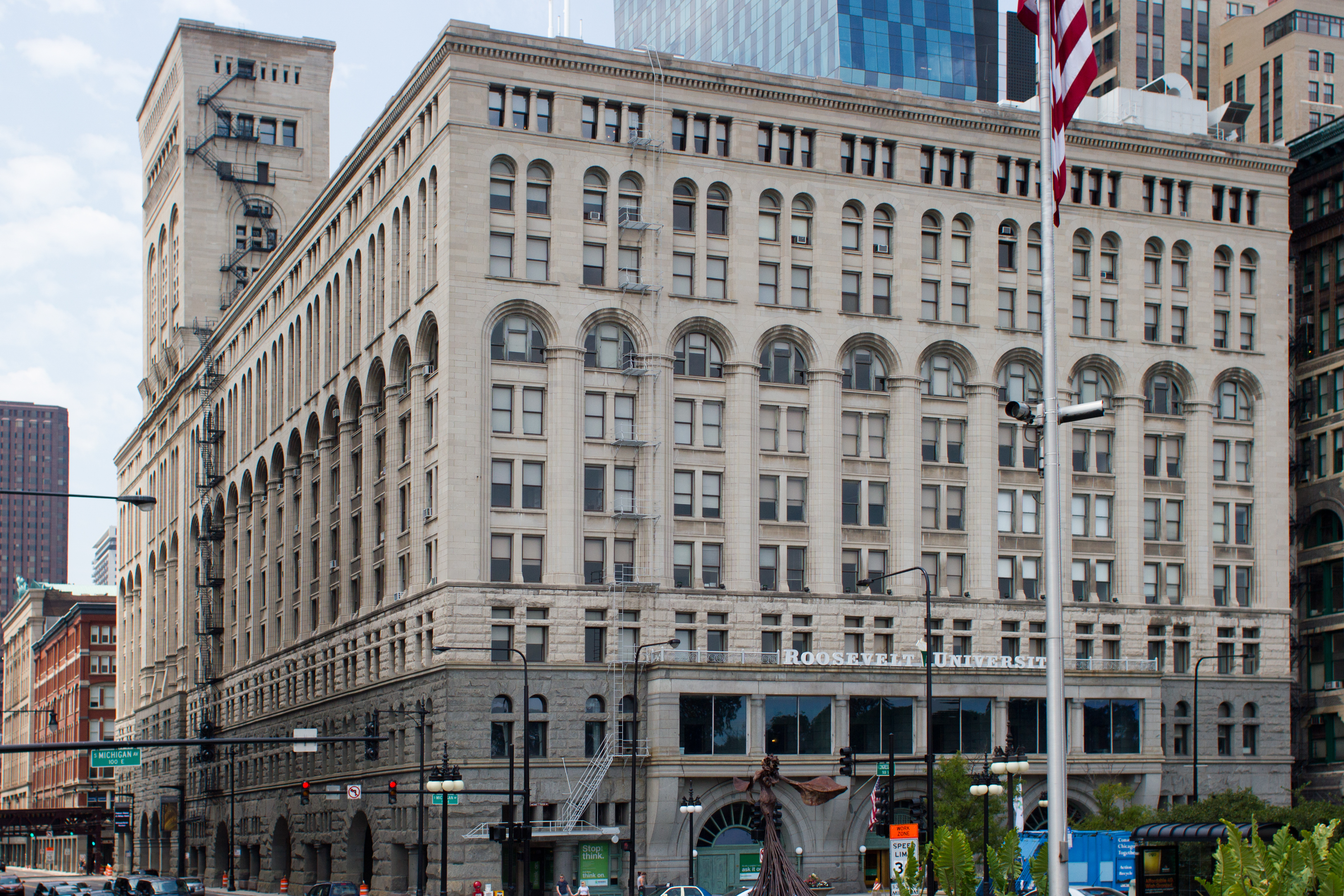
Auditorium Building (1889), Chicago, de Adler & Sullivan
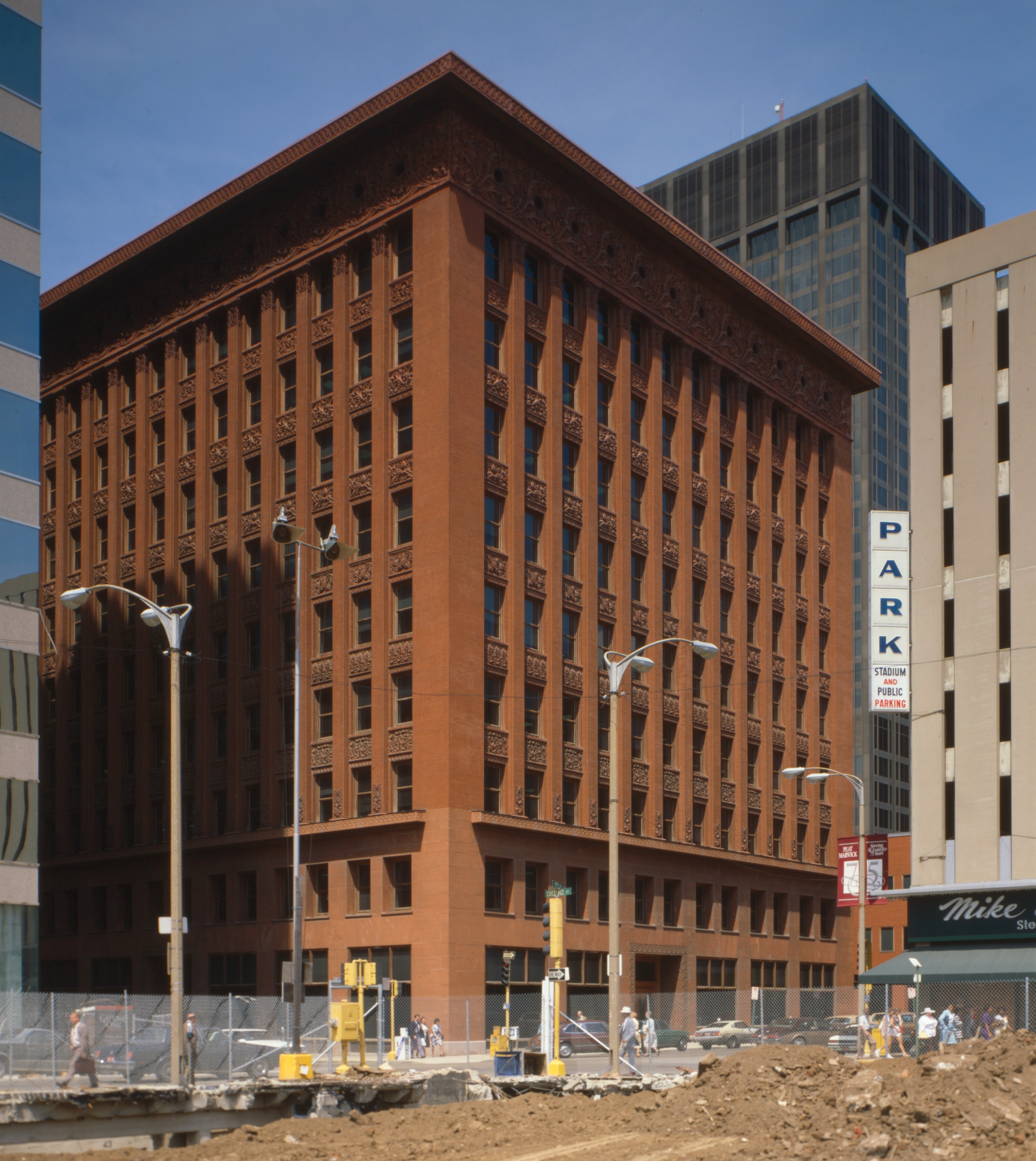
Wainwright Building (1891) en San Luis, de Adler & Sullivan
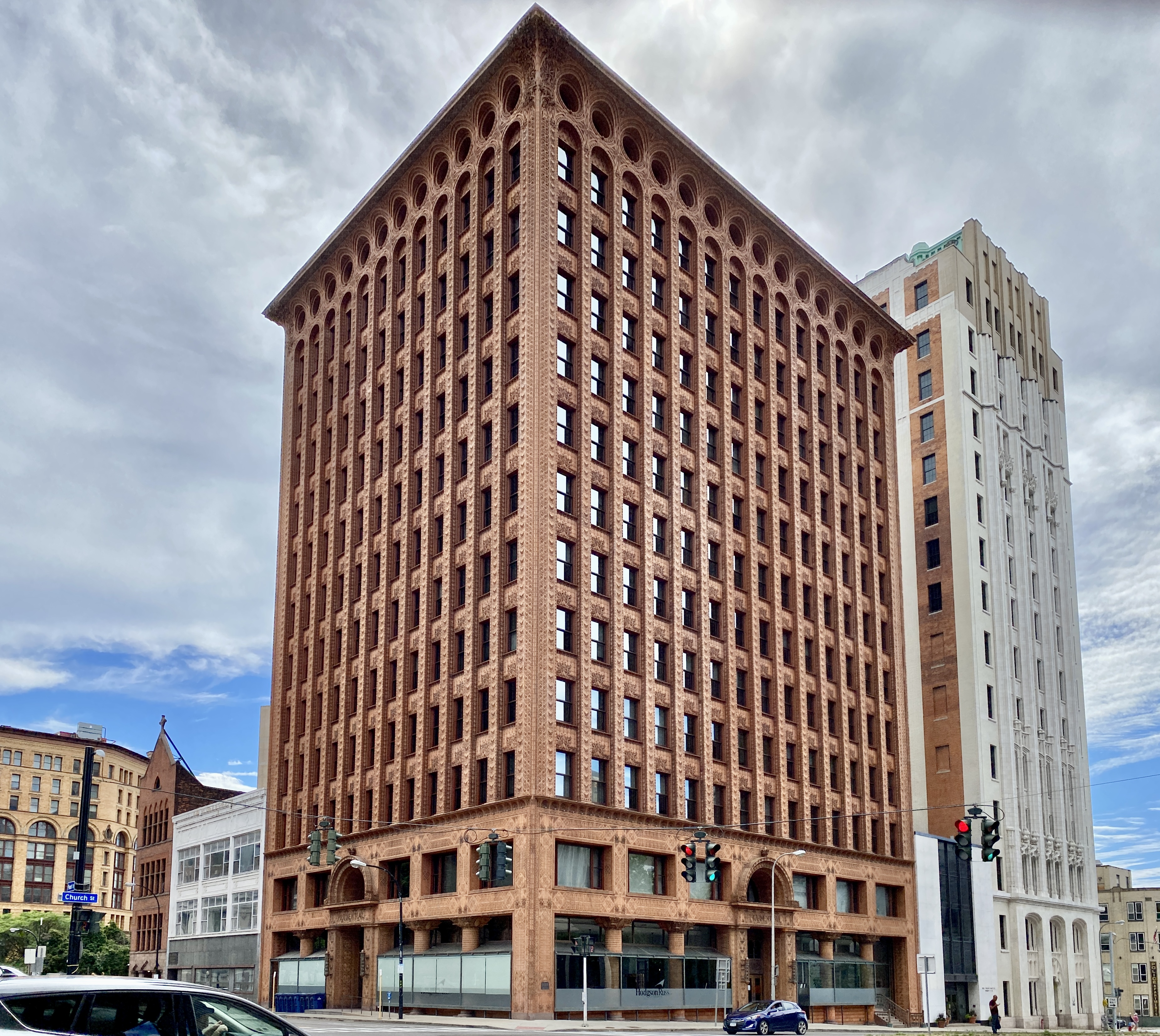
Prudential Building (1895-1896), Búfalo, de Louis Sullivan
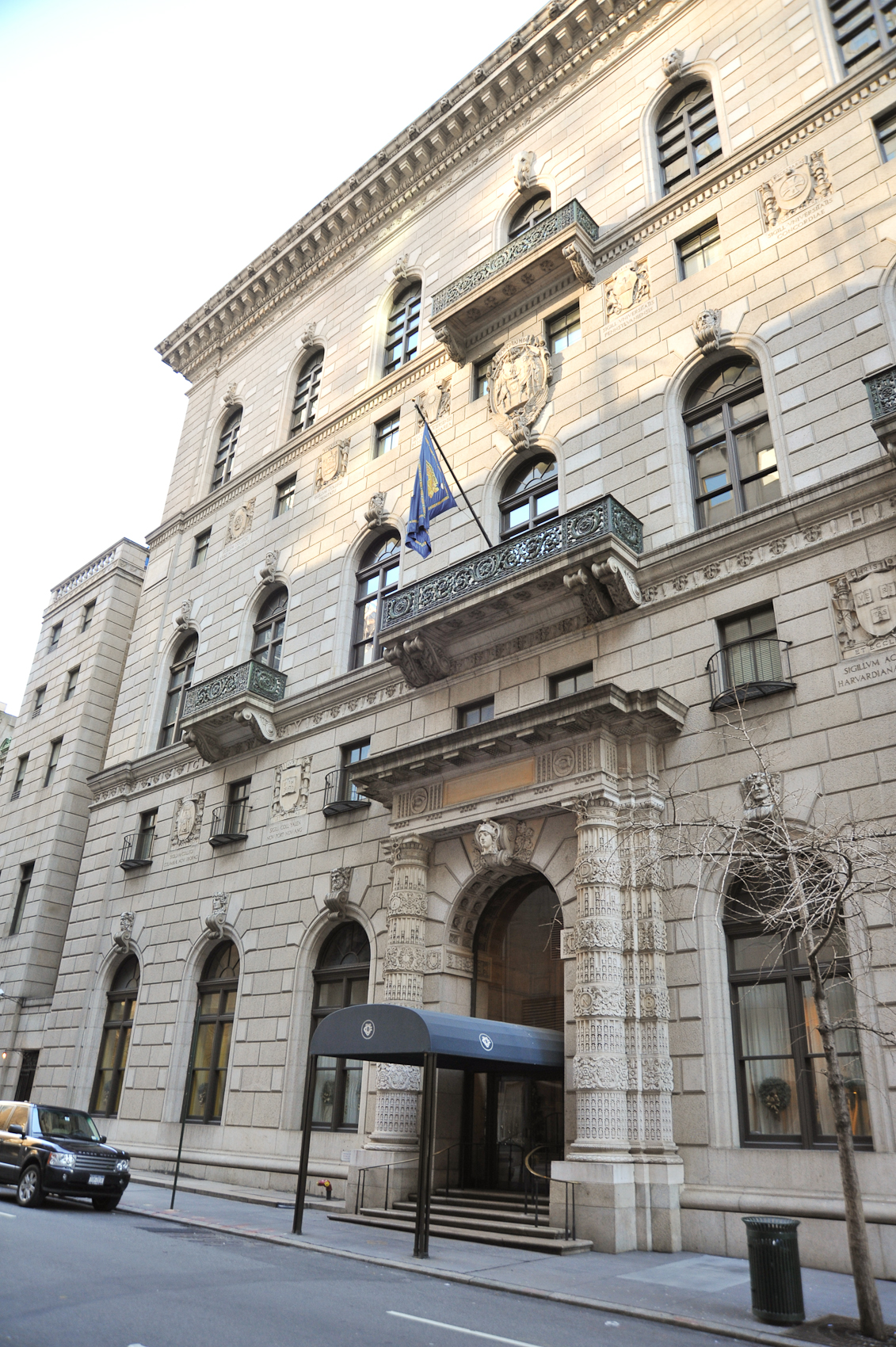
University Club of New York (1899), de Charles Follen McKim

### Principios delsigloXX

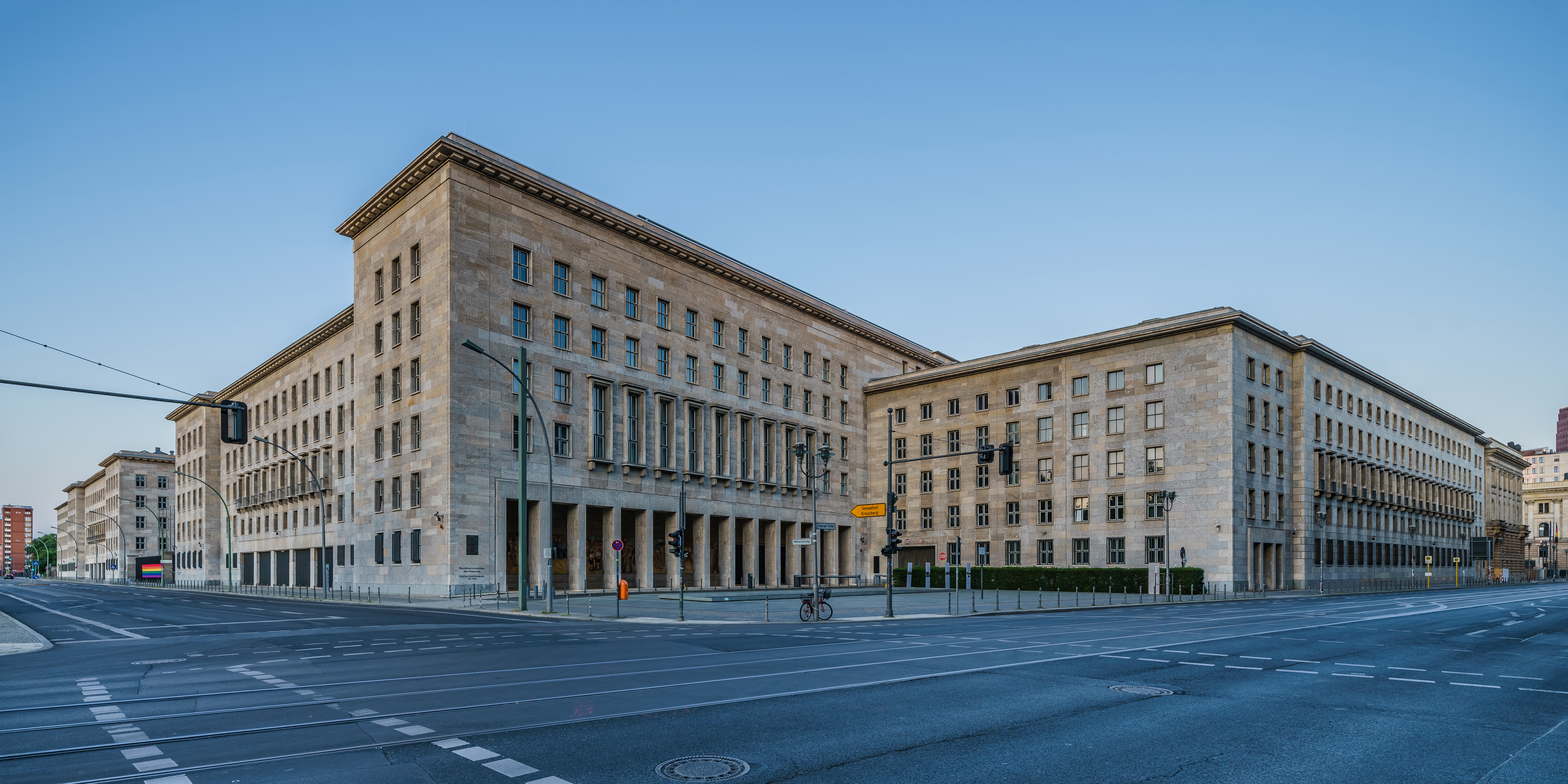
El Ministerio de Aviación del Reich, Berlín (1935–36), de Ernst Sagebiel.

La arquitectura de estilo palazzo siguió siendo frecuente para diseñar grandes almacenes durante la primera mitad del siglo xx, a veces con detalles art déco. Los arquitectos Starrett and van Vleck construyeron varios ejemplos típicos como Gimbel Brothers (ahora Heinz 57 Center Sixth Avenue) en Pittsburgh en 1914, así como Garfinckel's (ahora Hamilton Square) en Washington D. C. en 1929. Este último edificio tiene ocho plantas de altura y una cornisa que sobresale sobre la tercera planta, un elemento que da a la parte baja del edificio una escala más tradicional de palazzo que las plantas menos decoradas que se elevan por encima de ella. La tienda insignia de 1924 de Rich's, antiguamente uno de los grandes almacenes más importantes de Atlanta, es otro ejemplo del estilo palazzo.
El estilo se aplicó también a edificios mucho más altos, como el Equitable Building (1915), diseñado por Ernest R. Graham, un edificio de oficinas de 38 plantas situado en Lower Manhattan que supone un logro histórico de la ingeniería como rascacielos.
En la década de 1930 se construyeron varios edificios gubernamentales en Berlín para la Alemania nazi, diseñados por Ernst Sagebiel en un estilo palazzo despojado que mantiene la base y la cornisa pero está casi desprovisto de detalles decorativos, confiando para el efecto en las proporciones globales y el equilibrio de los simples componentes rectangulares. El Ministro de Aviación del Reich (actual Ministerio de Finanzas), construido en 1935–36, es un ejemplo notable.
Con el desarrollo de la arquitectura moderna, el estilo palazzo pasó a ser menos común.

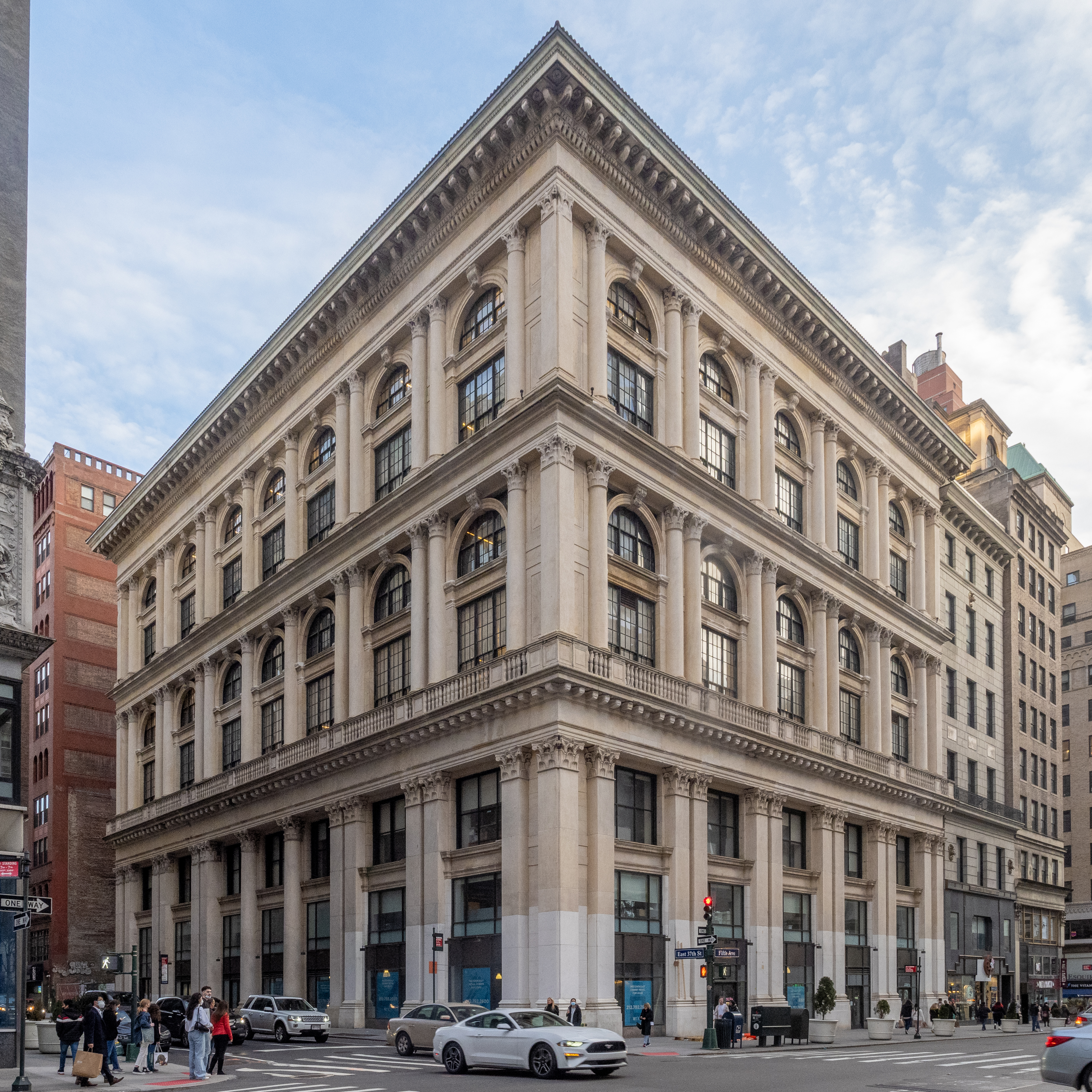
Tiffany and Company Building (1905), de Stanford White
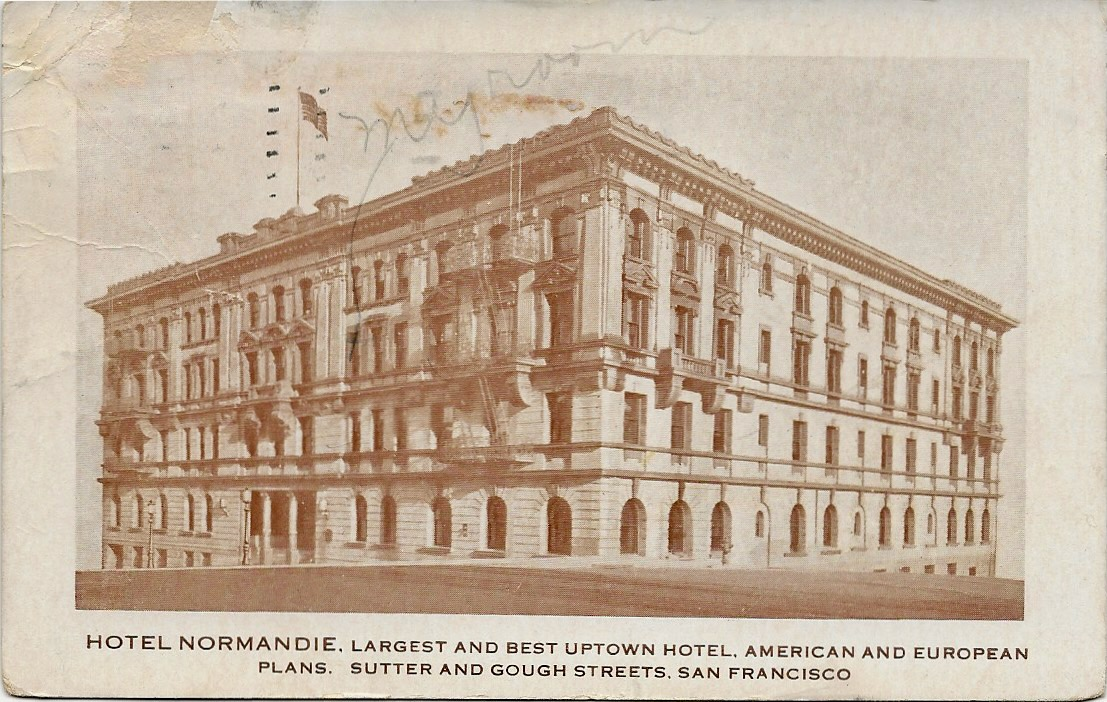
Hotel Normandie (1908)
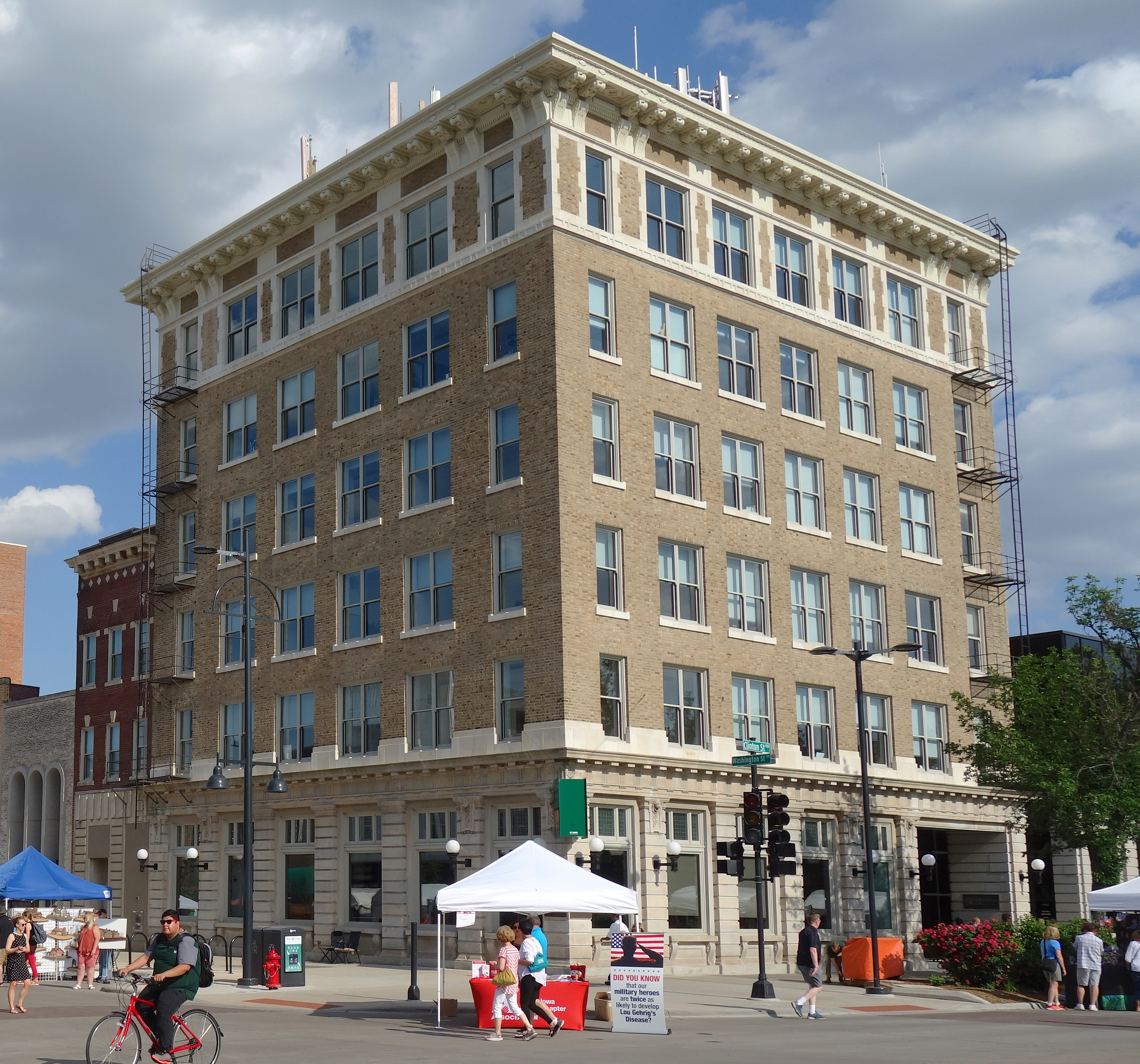
Johnson County Savings Bank (1912), Iowa City
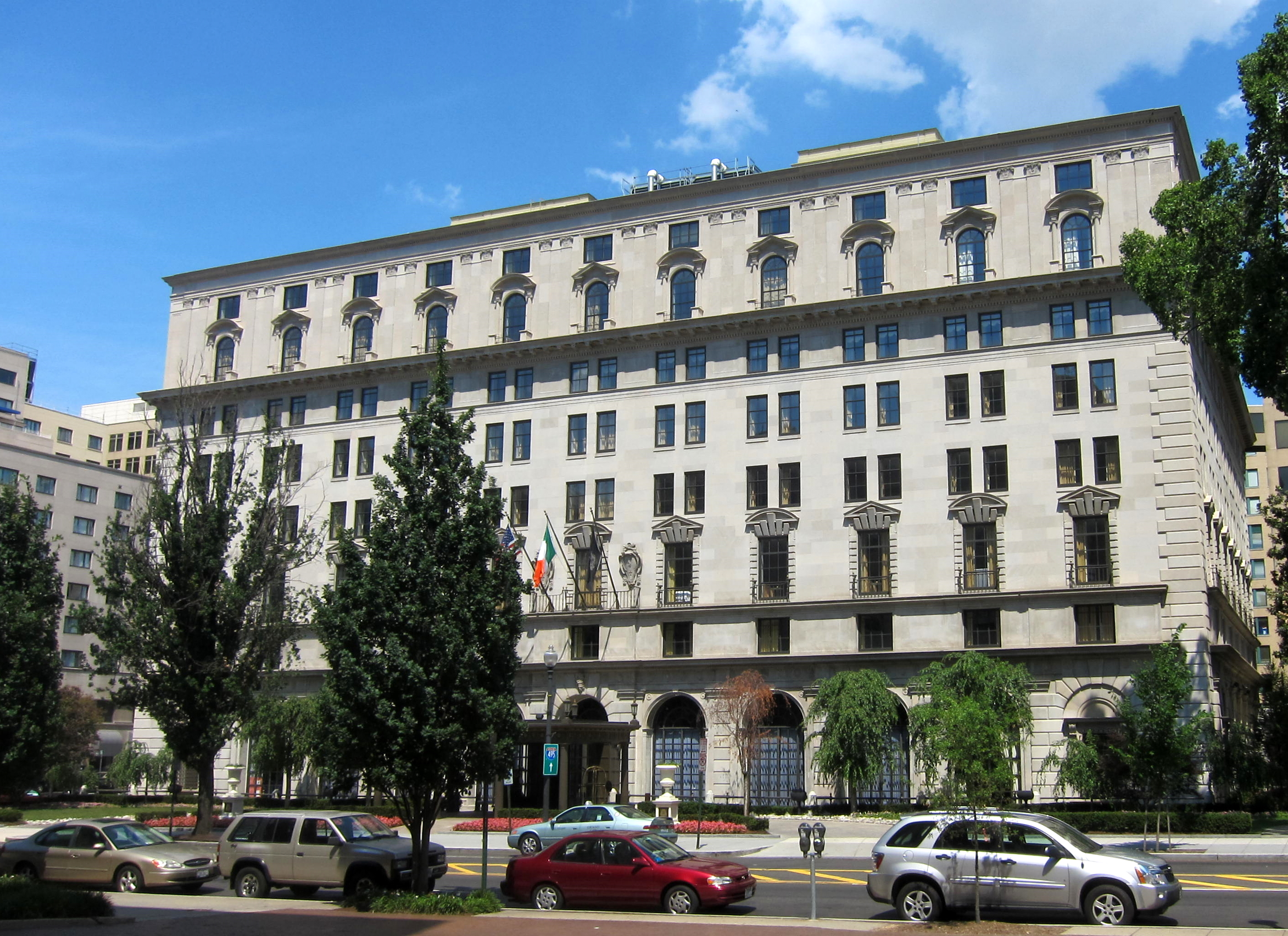
The St. Regis Washington, D.C., diseñado por Mihran Mesrobian en 1926.
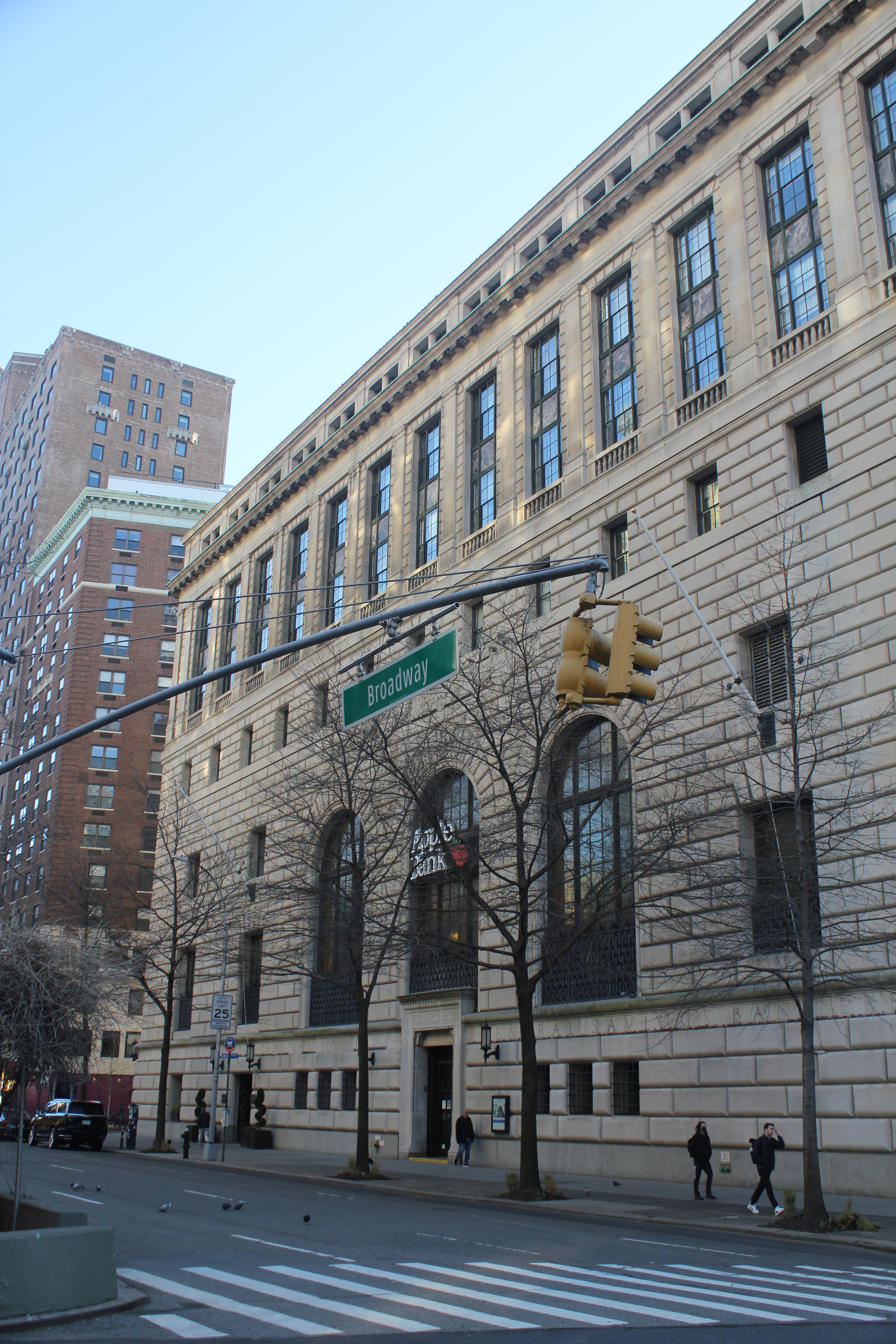
Central Savings Bank (ahora Apple Bank Building) (1928), de York and Sawyer
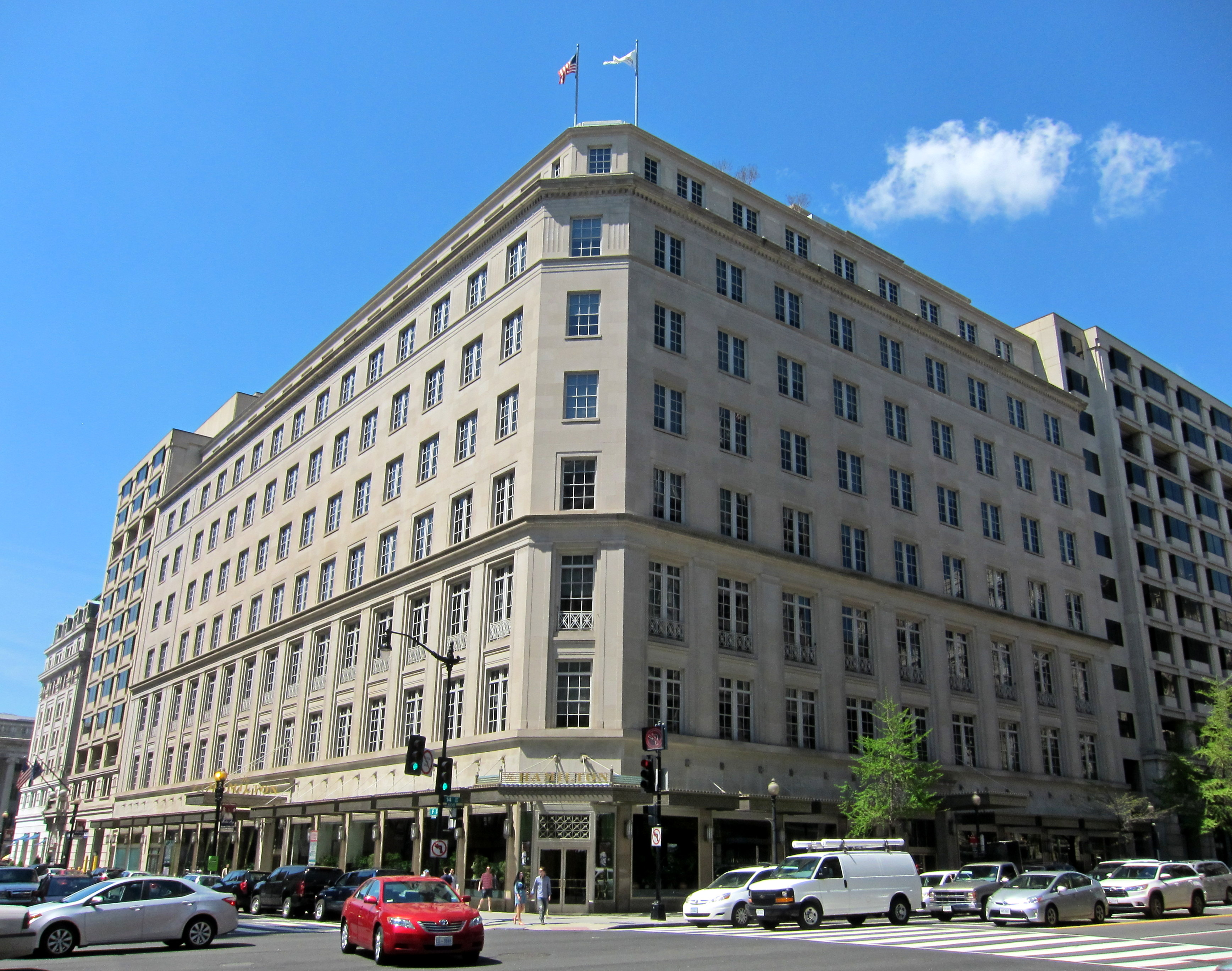
Antiguos grandes almacenes Garfinckel's, Washington D.C. (1929), Starrett & van Vleck.

### Recuperación posmoderna

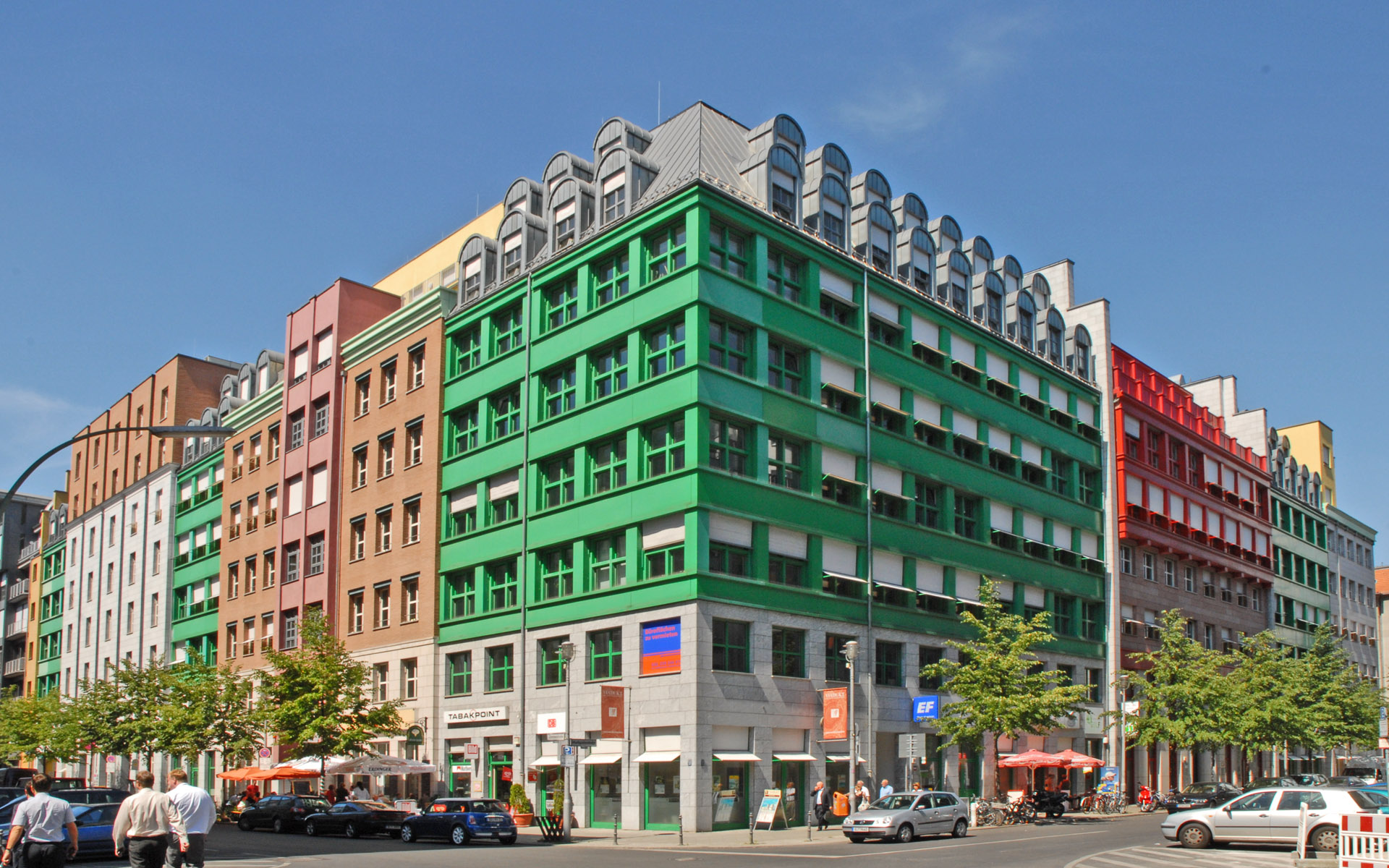
Quartier Schützenstrasse, Berlín, (1996), diseñado por Aldo Rossi.

La arquitectura posmoderna ha visto un cierto resurgimiento del estilo palazzo, con formas muy simplificadas y eclécticas. El arquitecto italiano Aldo Rossi ha diseñado varios edificios de estilo palazzo, incluido el Hotel Il Palazzo de Fukuoka, Japón (1989), que combina los elementos de una típica fachada de palazzo, incluida la cornisa, con el intenso rojo que se encuentra en la arquitectura tradicional japonesa, y el verde del bronce con pátina. En 1996 Rossi diseñó un complejo de edificios en una gran manzana en el Schützenquartier de Berlín, previamente ocupada por una sección del Muro. El estudio por parte de Rossi de la arquitectura de la ciudad le hizo construir un único edificio que tiene el aspecto de ser varias edificaciones, de diferentes anchuras, diseños y colores, muchas de las cuales tienen elementos del estilo palazzo.

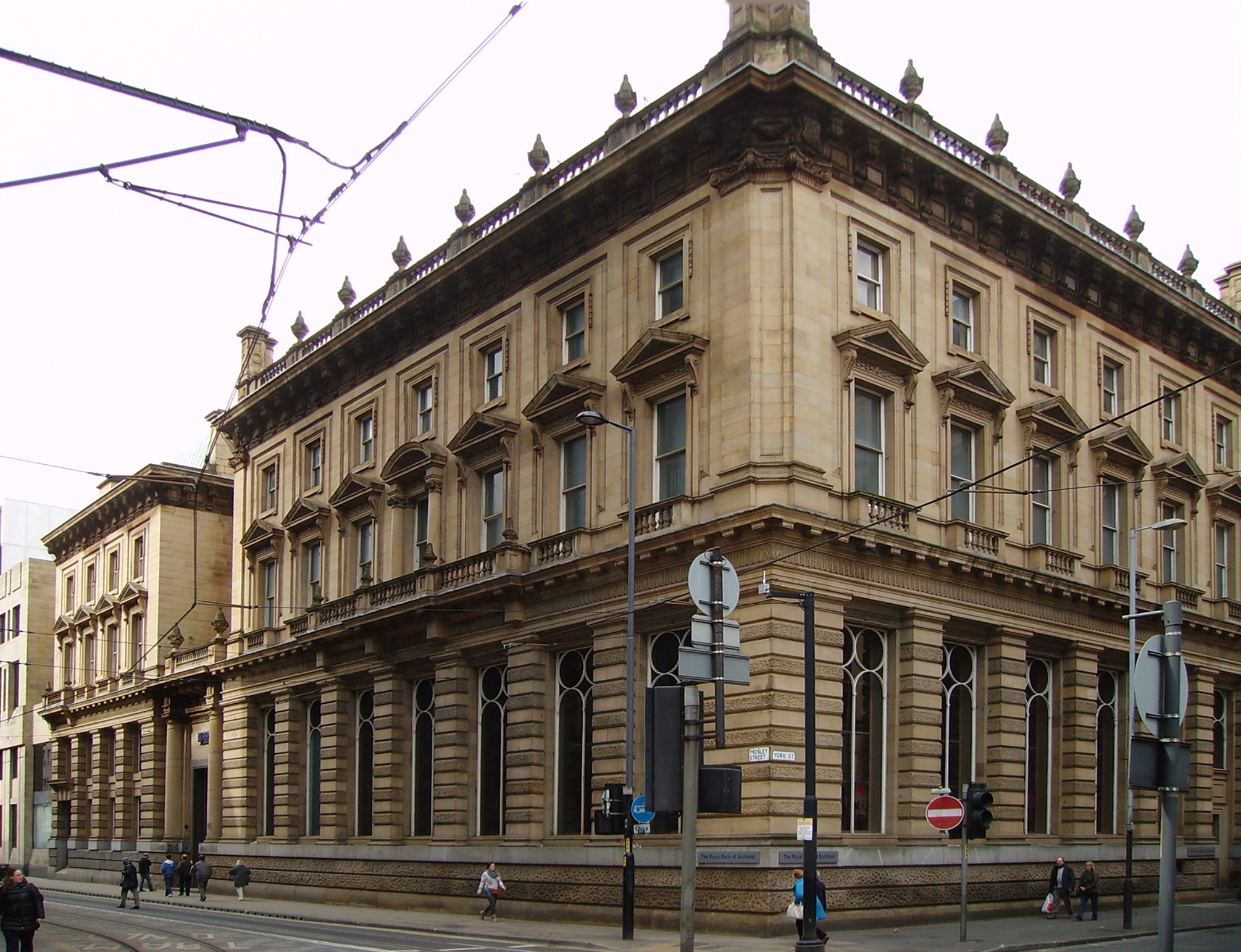
Royal Bank of Scotland, Manchester (38 y 42 de Mosley Street) (1862), Mánchester, de Edward Walters
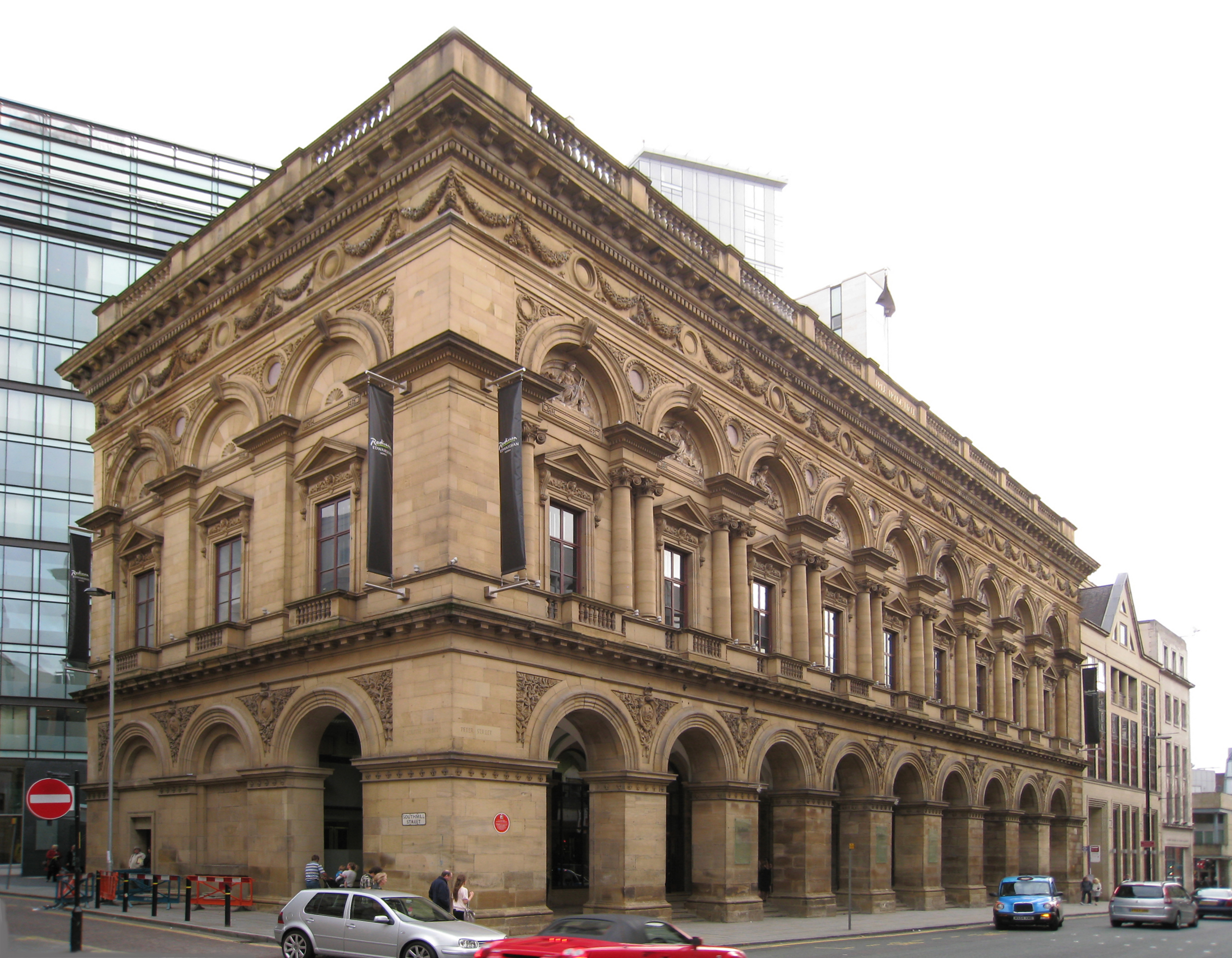
El Free Trade Hall, Mánchester, un edificio de estilo veneciano diseñado por Edward Walters (1853).
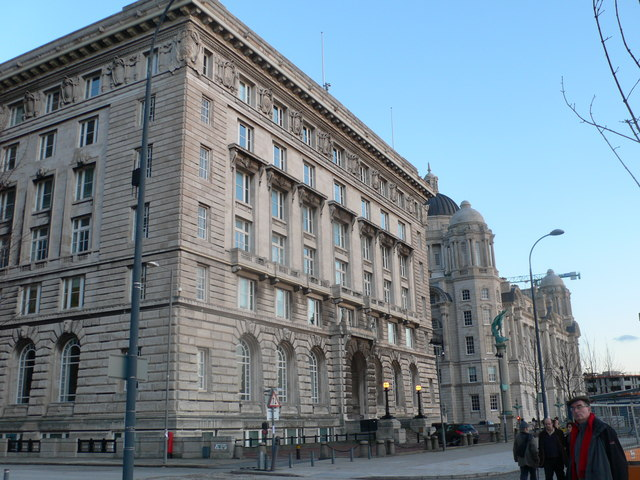
El Cunard Building de Liverpool (1914-1917), diseñado por William Edward Willink y Philip Coldwell Thicknesse.